# Lijst van vogels in Madagaskar

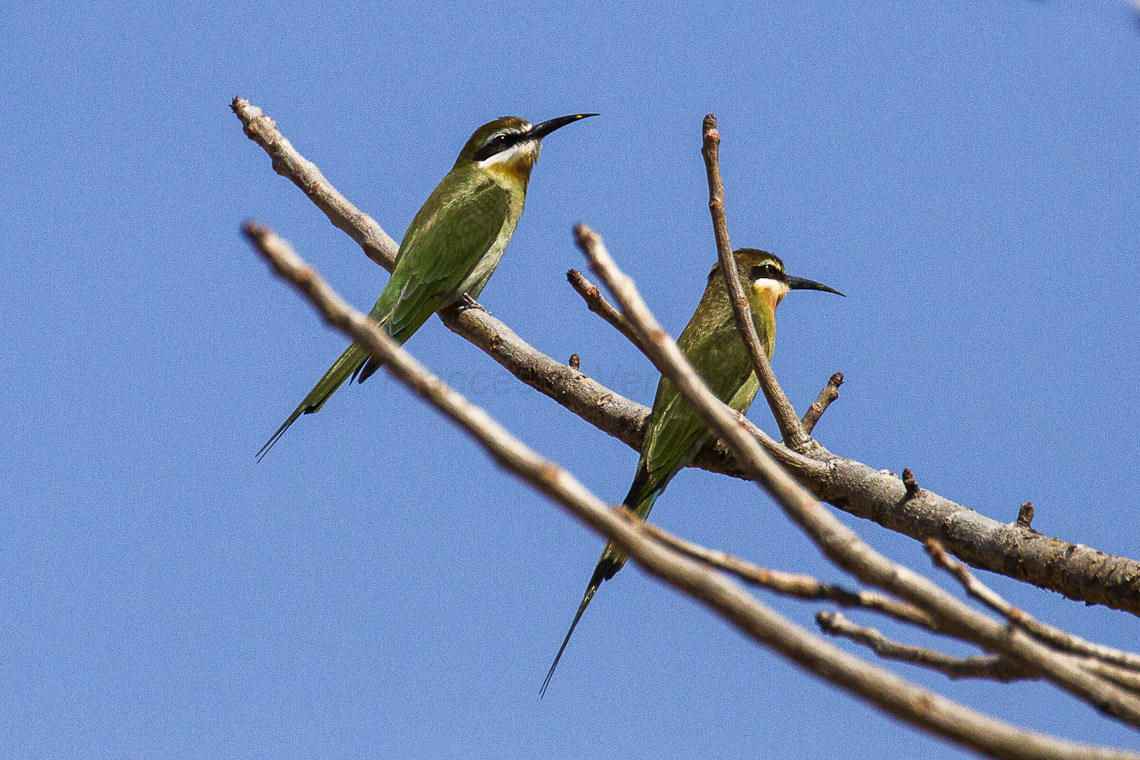
Madagaskarbijeneters in Ifaty

Dit is een lijst van vogels in Madagaskar. Dankzij zijn geïsoleerde ligging kent Madagaskar een groot aantal endemische soorten en slechts vijf soorten exoten. Reeds lang uitgestorven vogelsoorten zijn niet in deze lijst opgenomen.

## Zangvogels

### Breedbekken en hapvogels

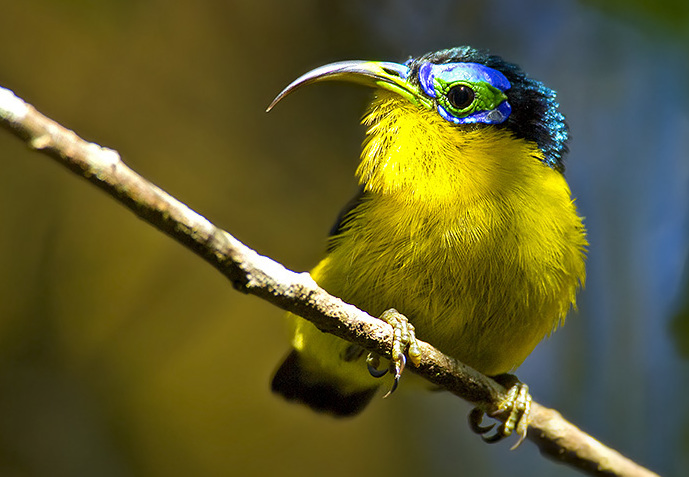
Kortsnavelhoningasitie

Orde: Passeriformes. Familie: Eurylaimidae
| Naam                   | Wetenschappelijke naam | Status |
| ---------------------- | ---------------------- | ------ |
| Fluweelasitie          | Philepitta castanea    |        |
| Schlegels asitie       | Philepitta schlegeli   |        |
| Langsnavelhoningasitie | Neodrepanis coruscans  |        |
| Kortsnavelhoningasitie | Neodrepanis hypoxantha |        |

### Vanga's

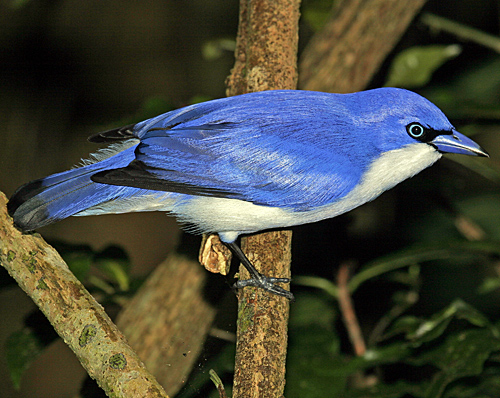
De vanga's vormen bijna een endemische familie op Madagaskar; alleen de blauwe vanga komt ook voor op de Comoren.

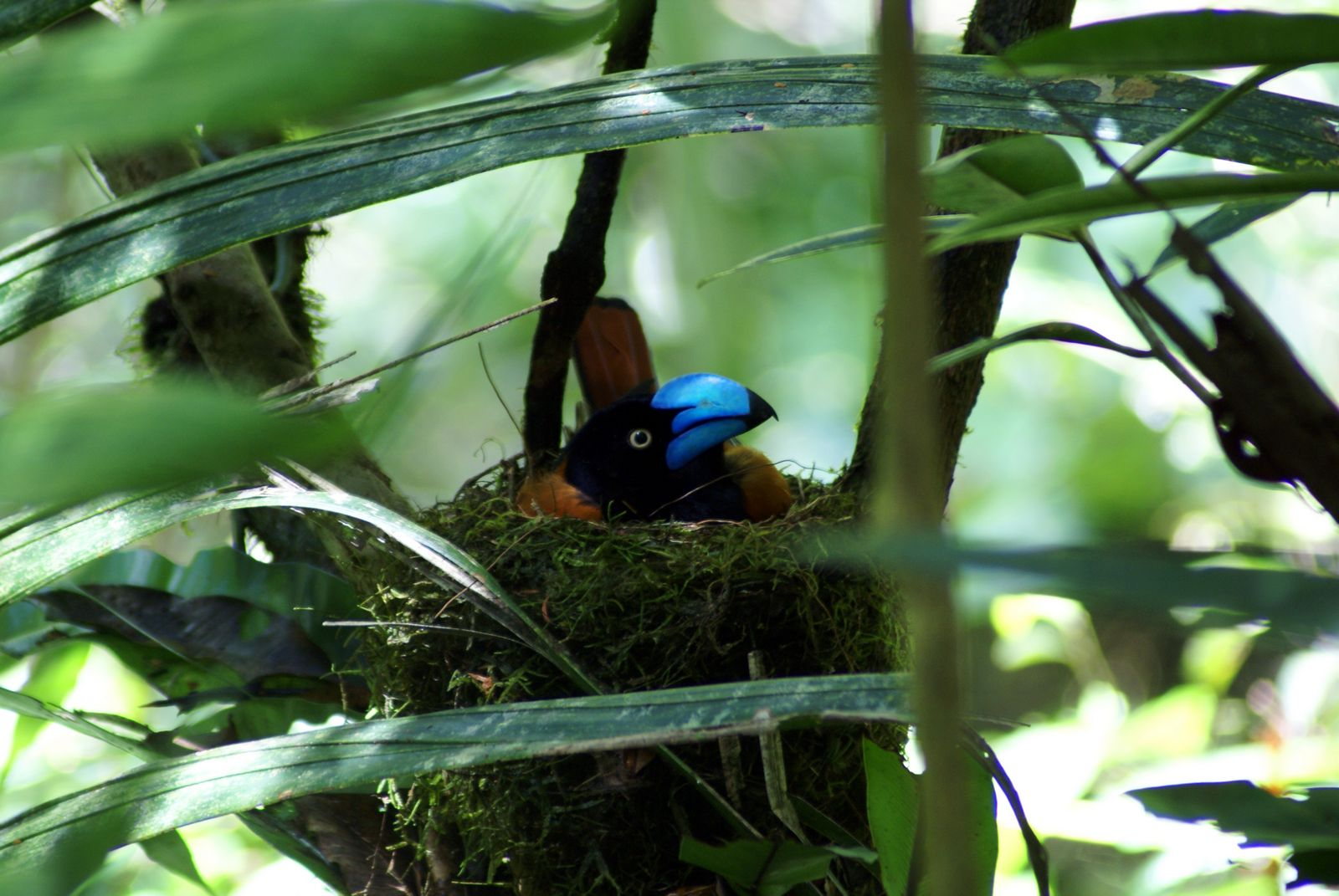
Helmvanga

Orde: Passeriformes. Familie: Vangidae
| Naam                | Wetenschappelijke naam       | Status                   |
| ------------------- | ---------------------------- | ------------------------ |
| Roodstaartvanga     | Calicalicus madagascariensis | standvogel               |
| Roodschoudervanga   | Calicalicus rufocarpalis     | vrij zeldzame standvogel |
| Wards vliegenvanger | Pseudobias wardi             | lokale standvogel        |
| Rosse vanga         | Schetba rufa                 |                          |
| Haaksnavelvanga     | Vanga curvirostris           |                          |
| Lafresnayes vanga   | Xenopirostris xenopirostris  |                          |
| Pollens vanga       | Xenopirostris polleni        |                          |
| Van Dams vanga      | Xenopirostris damii          |                          |
| Sikkelvanga         | Falculea palliata            |                          |
| Witkopvanga         | Artamella viridis            |                          |
| Brilvanga           | Leptopterus chabert          |                          |
| Blauwe vanga        | Cyanolanius madagascarinus   |                          |
| Zwarte vanga        | Oriolia bernieri             |                          |
| Helmvanga           | Euryceros prevostii          |                          |
| Boomklevervanga     | Hypositta corallirostris     |                          |
| Kinkimavo           | Tylas eduardi                |                          |
| Groene newtonia     | Newtonia amphichroa          |                          |
| Roodbuiknewtonia    | Newtonia brunneicauda        |                          |
| Archbolds newtonia  | Newtonia archboldi           |                          |
| Fanovana-newtonia   | Newtonia fanovanae           |                          |

### Rupsvogels
Orde: Passeriformes. Familie: Campephagidae
| Naam                | Wetenschappelijke naam | Status |
| ------------------- | ---------------------- | ------ |
| Madagaskarrupsvogel | Coracina cinerea       |        |

### Wielewalen en vijgvogels
Orde: Passeriformes. Familie: Oriolidae
| Naam      | Wetenschappelijke naam | Status |
| --------- | ---------------------- | ------ |
| Wielewaal | Oriolus oriolus        |        |

### Drongo's

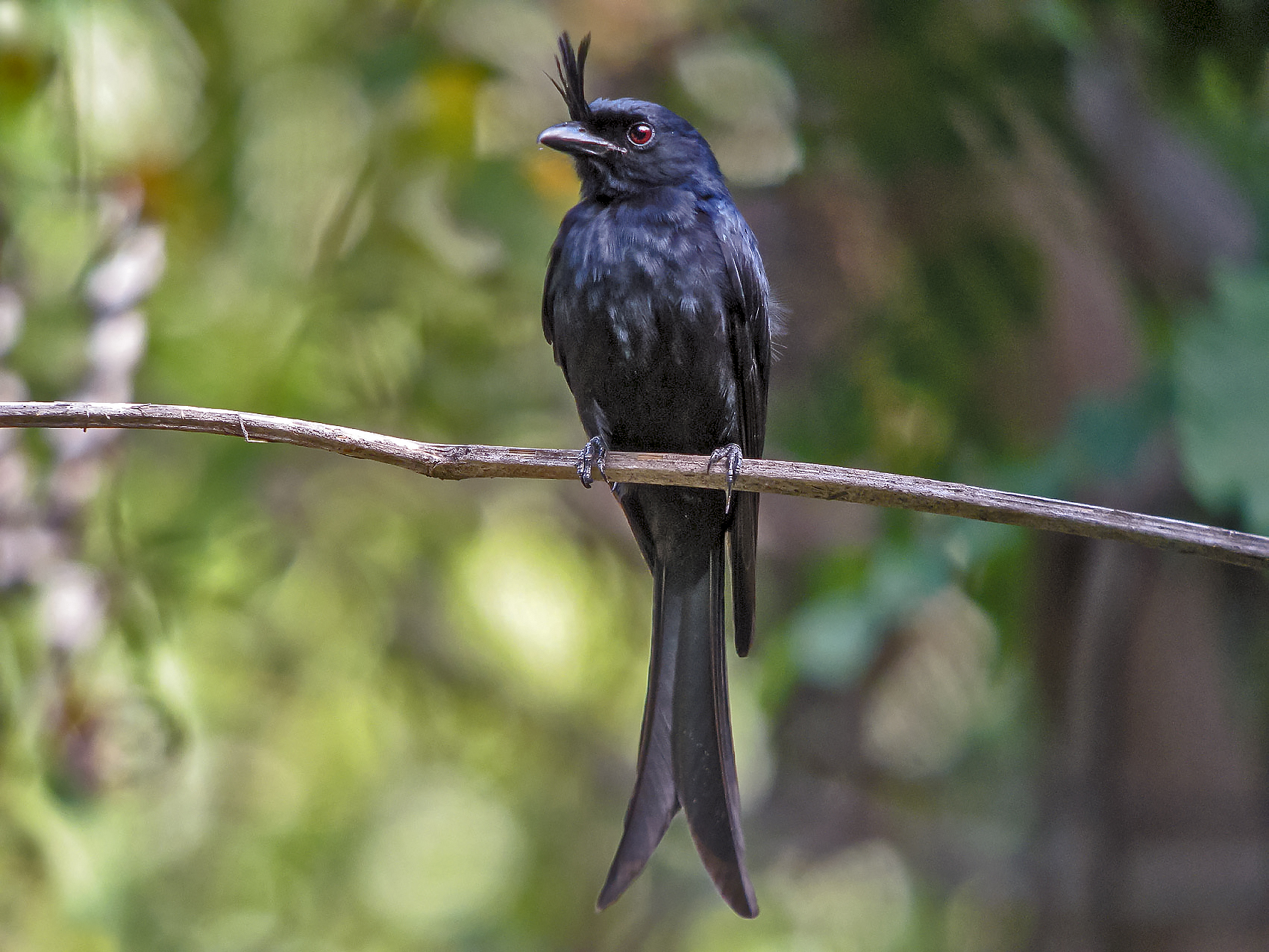
Kuifdrongo

Orde: Passeriformes. Familie: Dicruridae
| Naam       | Wetenschappelijke naam | Status     |
| ---------- | ---------------------- | ---------- |
| Kuifdrongo | Dicrurus forficatus    | standvogel |

### Monarchen en waaierstaartvliegenvangers

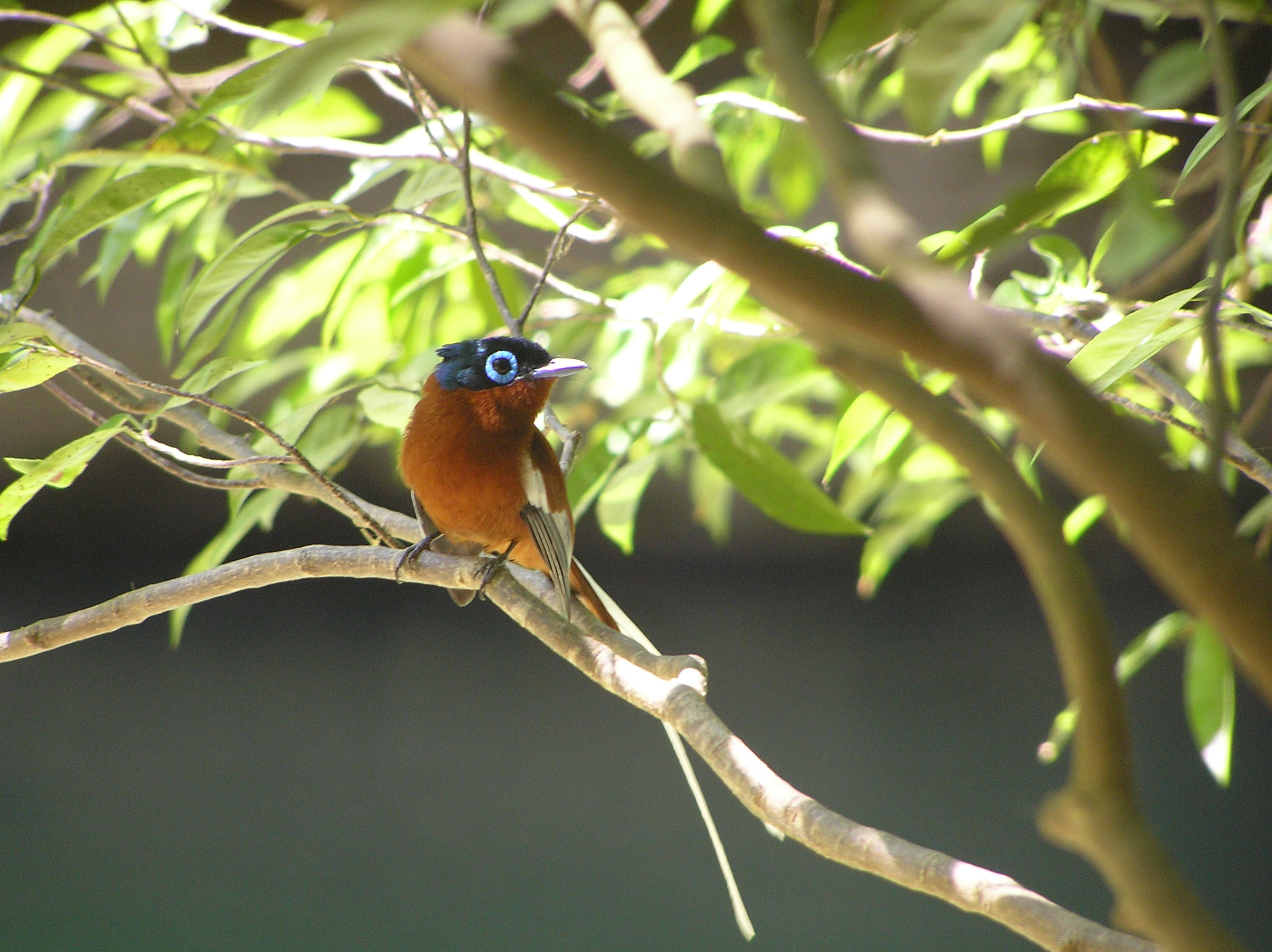
Madagaskarparadijsmonarch

Orde: Passeriformes. Familie: Monarchidae
| Naam                      | Wetenschappelijke naam | Status     |
| ------------------------- | ---------------------- | ---------- |
| Madagaskarparadijsmonarch | Terpsiphone mutata     | standvogel |

### Kraaiachtigen

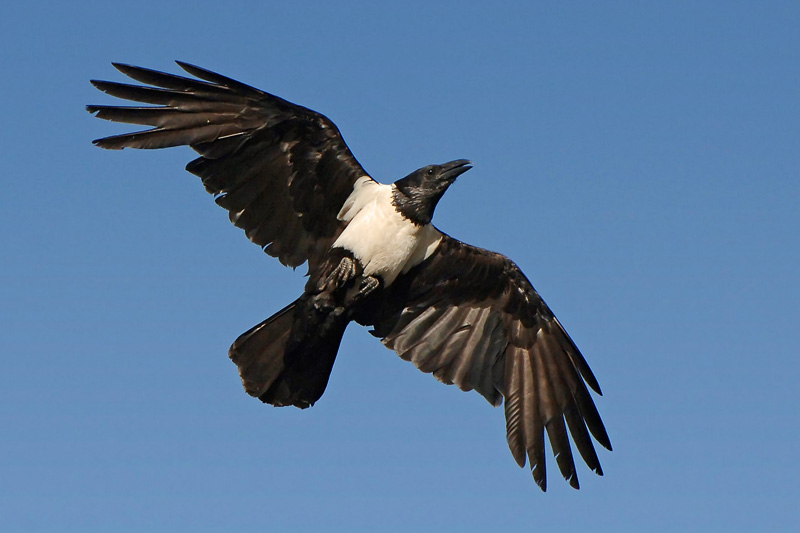
Schildraaf

Orde: Passeriformes. Familie: Corvidae
| Naam       | Wetenschappelijke naam | Status             |
| ---------- | ---------------------- | ------------------ |
| Schildraaf | Corvus albus           | standvogel         |
| Huiskraai  | Corvus splendens       | zeldzame dwaalgast |

### Leeuweriken
Orde: Passeriformes. Familie: Alaudidae
| Naam          | Wetenschappelijke naam | Status |
| ------------- | ---------------------- | ------ |
| Hovaleeuwerik | Mirafra hova           |        |

### Zwaluwen
Orde: Passeriformes. Familie: Hirundinidae
| Naam             | Wetenschappelijke naam | Status |
| ---------------- | ---------------------- | ------ |
| Maskarenenzwaluw | Phedina borbonica      |        |
| Oeverzwaluw      | Riparia riparia        |        |
| Vale oeverzwaluw | Riparia paludicola     |        |
| Boerenzwaluw     | Hirundo rustica        |        |

### Buulbuuls

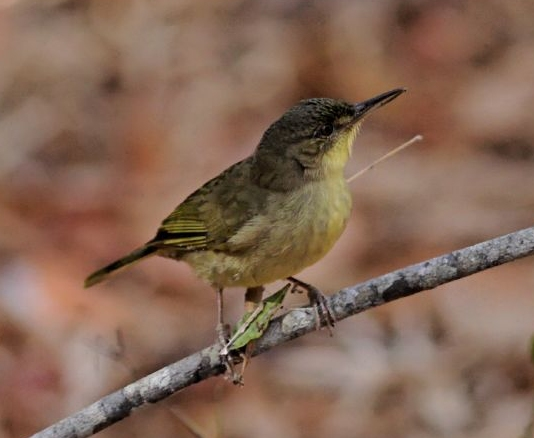
Madagaskarloofbuulbuul

Orde: Passeriformes. Familie: Pycnonotidae
| Naam                   | Wetenschappelijke naam      | Status |
| ---------------------- | --------------------------- | ------ |
| Madagaskarloofbuulbuul | Bernieria madagascariensis  |        |
| Kortsnaveltetraka      | Xanthomixis zosterops       |        |
| Apperts tetraka        | Xanthomixis apperti         |        |
| Sianakatetraka         | Xanthomixis tenebrosa       |        |
| Grijskruintetraka      | Xanthomixis cinereiceps     |        |
| Zwarte buulbuul        | Hypsipetes madagascariensis |        |

### Cisticolidae
Orde: Passeriformes. Familie: Cisticolidae
| Naam                 | Wetenschappelijke naam | Status |
| -------------------- | ---------------------- | ------ |
| Madagaskargraszanger | Cisticola cherina      |        |

### Zangers

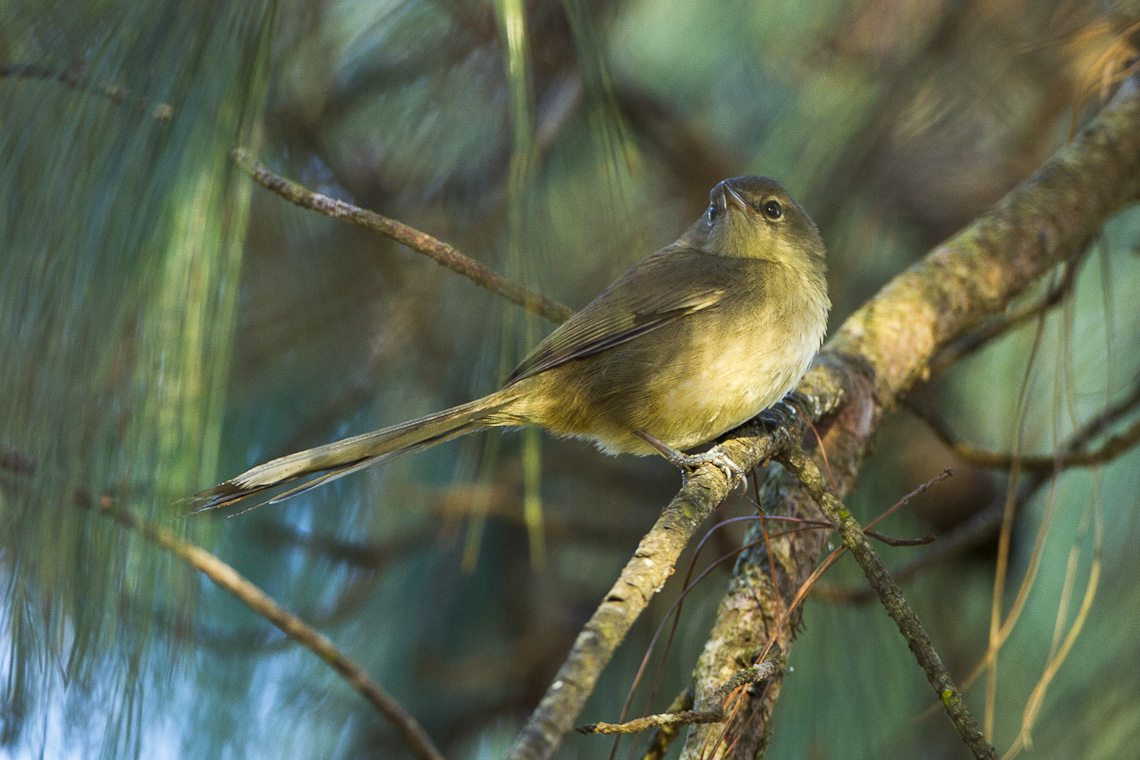
Tsikirityzanger

Orde: Passeriformes. Familie: Sylviidae
| Naam                   | Wetenschappelijke naam         | Status |
| ---------------------- | ------------------------------ | ------ |
| Madagaskarstruikzanger | Bradypterus brunneus           |        |
| Madagaskargrasvogel    | Amphilais seebohmi             |        |
| Tsikirityzanger        | Nesillas typica                |        |
| Kiritikazanger         | Thamnornis chloropetoides      |        |
| Madagaskarrietzanger   | Acrocephalus newtoni           |        |
| Rands zanger           | Randia pseudozosterops         |        |
| Cryptische zanger      | Cryptosylvicola randrianasoloi |        |

### Vliegenvangers

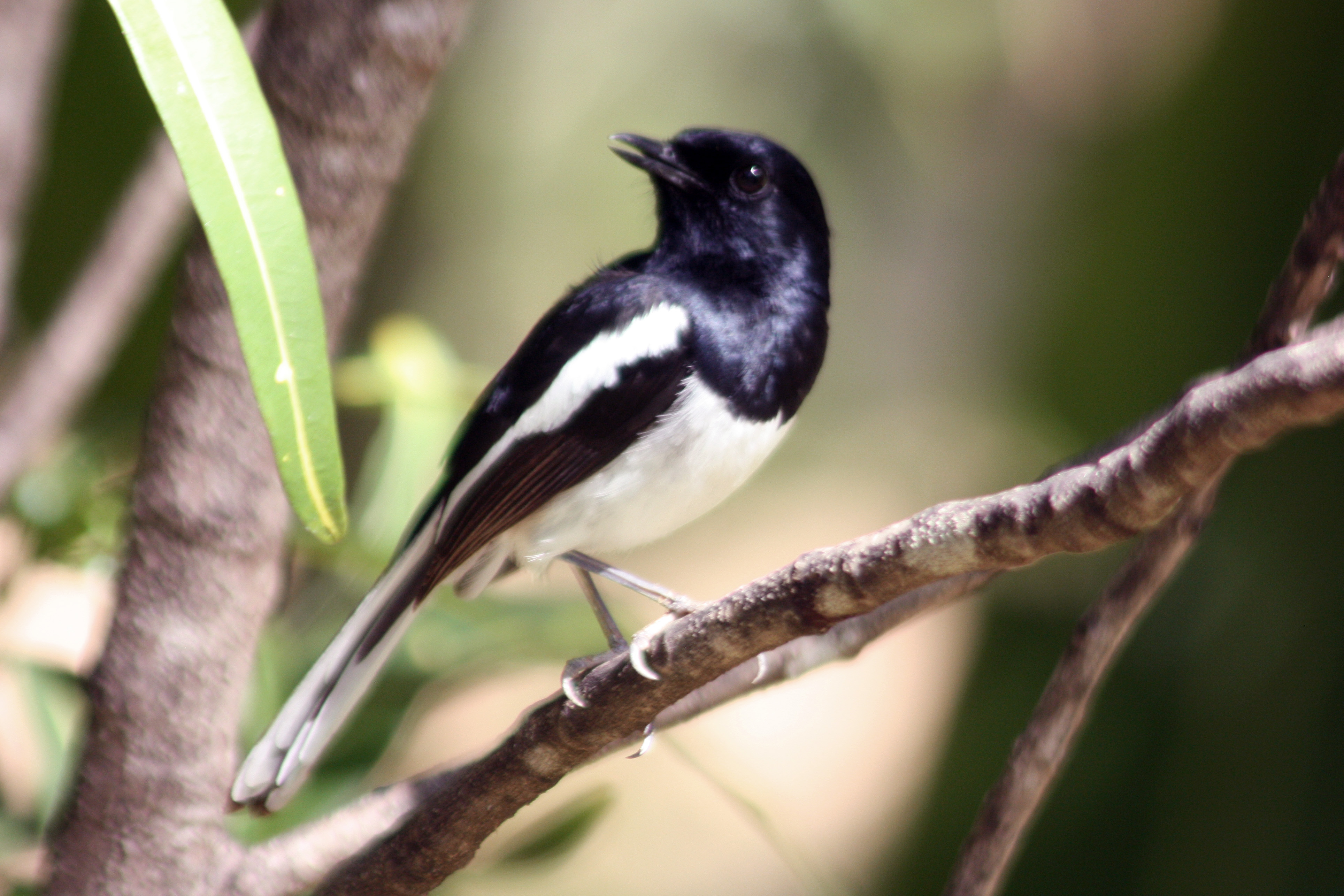
De madagaskardayallijster kent verschillende ondersoorten verspreid over het eiland van Madagaskar

Orde: Passeriformes. Familie: Muscicapidae
| Naam                      | Wetenschappelijke naam    | Status             |
| ------------------------- | ------------------------- | ------------------ |
| Madagaskardayallijster    | Copsychus albospecularis  |                    |
| Tapuit                    | Oenanthe oenanthe         | zeldzame dwaalgast |
| Madagaskarroodborsttapuit | Saxicola sibilla          |                    |
| Bosrotslijster            | Monticola sharpei         |                    |
| Benson-rotslijster        | Monticola sharpei bensoni |                    |
| Duinrotslijster           | Monticola imerina         |                    |

### Timalia's
Orde: Passeriformes. Familie: Timaliidae
| Naam              | Wetenschappelijke naam    | Status |
| ----------------- | ------------------------- | ------ |
| Grijsnekjery      | Neomixis tenella          |        |
| Groene jery       | Neomixis viridis          |        |
| Streepkeeljery    | Neomixis striatigula      |        |
| Wigstaartjery     | Hartertula flavoviridis   |        |
| Witkeeloxylabes   | Oxylabes madagascariensis |        |
| Geelbrauwfoditany | Crossleyia xanthophrys    |        |
| Crossleys timalia | Mystacornis crossleyi     |        |

### Spreeuwen
Orde: Passeriformes. Familie: Sturnidae
| Naam              | Wetenschappelijke naam | Status             |
| ----------------- | ---------------------- | ------------------ |
| Lelspreeuw        | Creatophora cinerea    | zeldzame dwaalgast |
| Treurmaina        | Acridotheres tristis   | standvogel         |
| Madagaskarspreeuw | Hartlaubius auratus    | standvogel         |

### Honingzuigers

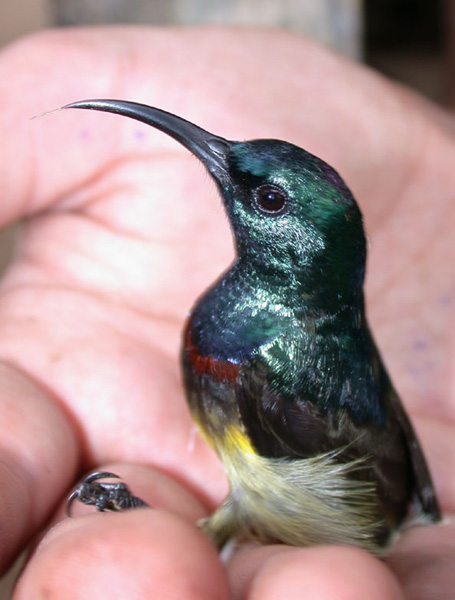
Het mannetje van de Souimangahoningzuiger heeft iriserende veren in het broedseizoen.

Orde: Passeriformes. Familie: Nectariniidae
| Naam                   | Wetenschappelijke naam | Status |
| ---------------------- | ---------------------- | ------ |
| Souimangahoningzuiger  | Cinnyris sovimanga     |        |
| Madagaskarhoningzuiger | Cinnyris notatus       |        |

### Kwikstaarten en piepers
Orde: Passeriformes. Familie: Motacillidae
| Naam                 | Wetenschappelijke naam | Status |
| -------------------- | ---------------------- | ------ |
| Madagaskarkwikstaart | Motacilla flaviventris |        |

### Mussen
Orde: Passeriformes. Familie: Passeridae
| Naam    | Wetenschappelijke naam | Status |
| ------- | ---------------------- | ------ |
| Huismus | Passer domesticus      |        |

### Brilvogels
Orde: Passeriformes. Familie: Zosteropidae
| Naam                | Wetenschappelijke naam   | Status |
| ------------------- | ------------------------ | ------ |
| Madagaskarbrilvogel | Zosterops maderaspatanus |        |

### Wevers en verwanten

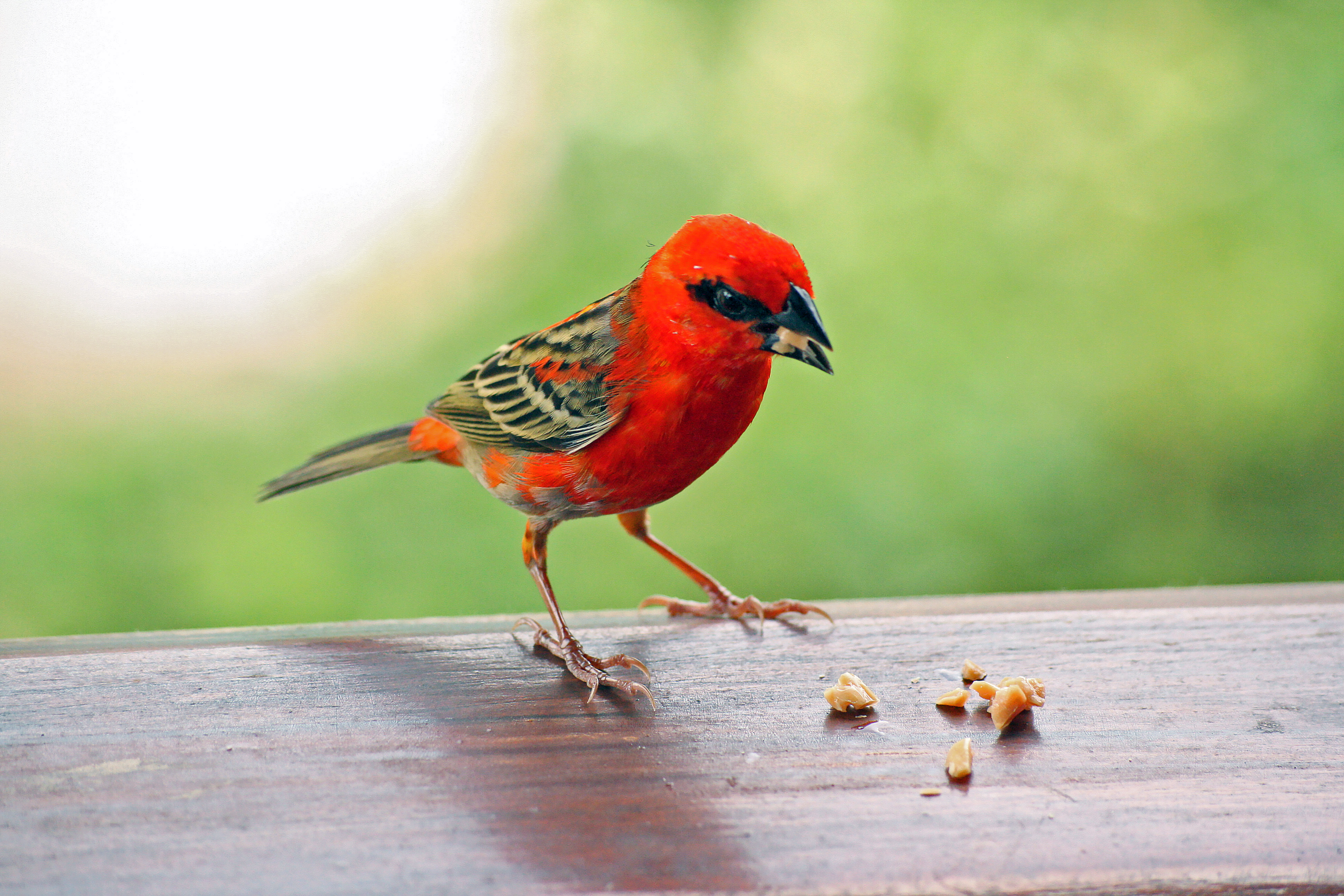
De Madagaskarwever is endemisch, maar komt over het hele eiland in grote aantallen voor, zelfs in de grote steden

Orde: Passeriformes. Familie: Ploceidae
| Naam            | Wetenschappelijke naam  | Status |
| --------------- | ----------------------- | ------ |
| Nelicourviwever | Ploceus nelicourvi      |        |
| Sakalavawever   | Ploceus sakalava        |        |
| Madagaskarwever | Foudia madagascariensis |        |
| Rode boswever   | Foudia omissa           |        |

### Prachtvinken
Orde: Passeriformes. Familie: Estrildidae
| Naam                | Wetenschappelijke naam | Status |
| ------------------- | ---------------------- | ------ |
| Sint-Helenafazantje | Estrilda astrild       |        |
| Dwergekstertje      | Lemuresthes nana       |        |

## Roofvogels

### Visarend
Orde: Falconiformes. Familie: Pandionidae
| Naam     | Wetenschappelijke naam | Status             |
| -------- | ---------------------- | ------------------ |
| Visarend | Pandion haliaetus      | zeldzame dwaalgast |

### Havikachtigen

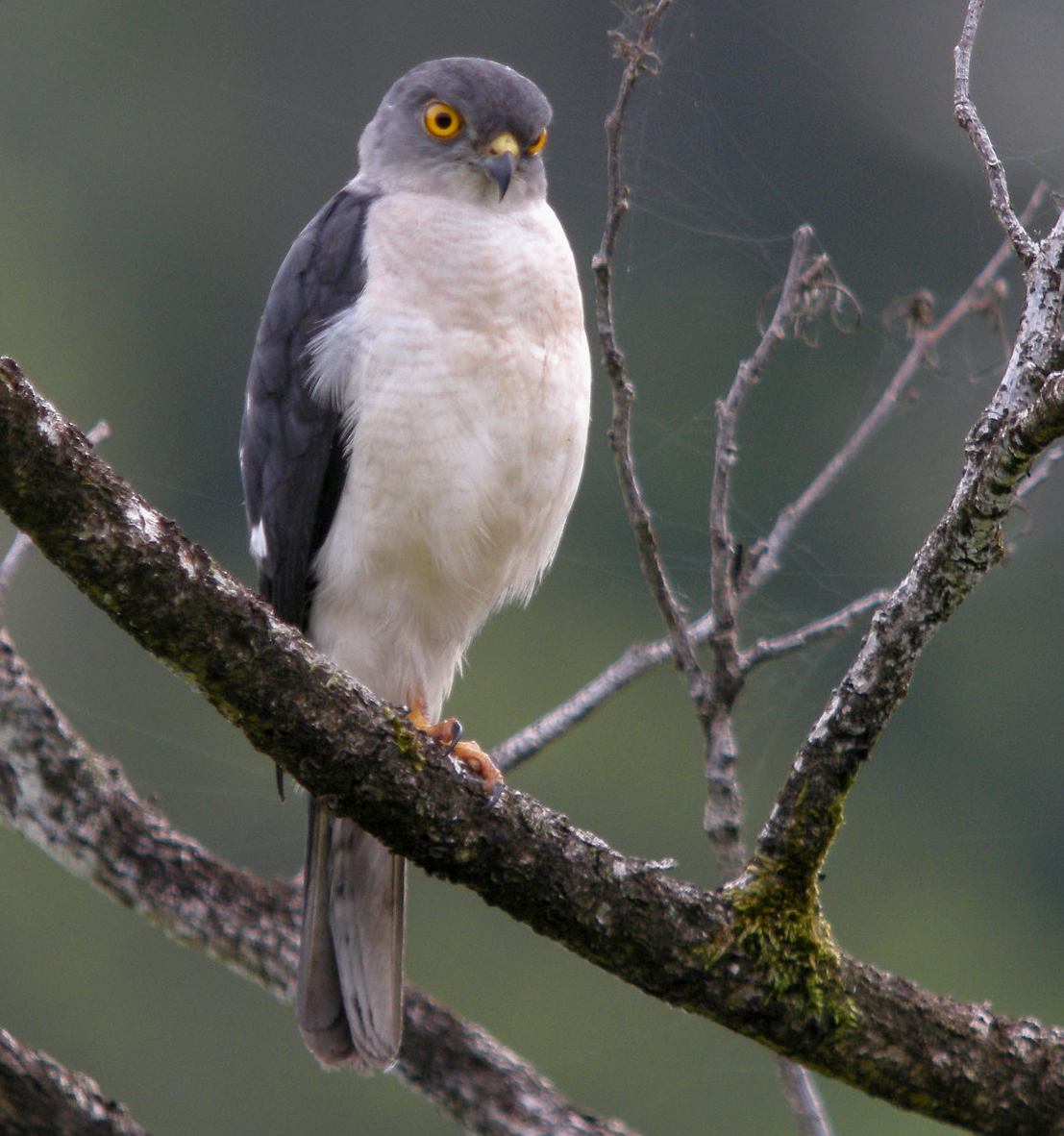
Madagaskarshikra

Orde: Falconiformes. Familie: Accipitridae
| Naam                   | Wetenschappelijke naam     | Status |
| ---------------------- | -------------------------- | ------ |
| Madagaskarkoekoekswouw | Aviceda madagascariensis   |        |
| Vleermuiswouw          | Macheiramphus alcinus      |        |
| Grijze wouw            | Elanus caeruleus           |        |
| Geelsnavelwouw         | Milvus aegyptius           |        |
| Madagaskarzeearend     | Haliaeetus vociferoides    |        |
| Madagaskarslangenarend | Eutriorchis astur          |        |
| Holenkiekendief        | Polyboroides radiatus      |        |
| Madagaskarkiekendief   | Circus macrosceles         |        |
| Madagaskarhavik        | Accipiter henstii          |        |
| Madagaskarsperwer      | Accipiter madagascariensis |        |
| Madagaskarshikra       | Accipiter francesiae       |        |
| Madagaskarbuizerd      | Buteo brachypterus         |        |

### Valkachtigen
Orde: Falconiformes. Familie: Falconidae
| Naam                  | Wetenschappelijke naam | Status                   |
| --------------------- | ---------------------- | ------------------------ |
| Madagaskartorenvalk   | Falco newtoni          | standvogel               |
| Gebandeerde torenvalk | Falco zoniventris      | vrij zeldzame standvogel |
| Eleonora's valk       | Falco eleonorae        | wintergast               |
| Woestijnvalk          | Falco concolor         | wintergast               |
| Slechtvalk            | Falco peregrinus       | dwaalgast                |

## Uilen

### Uilen

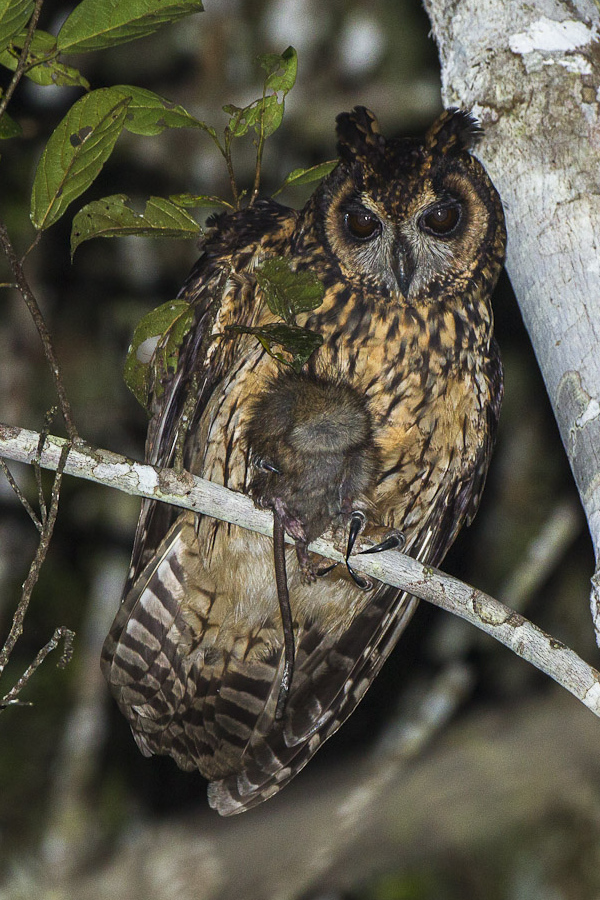
Madagaskarransuil

Orde: Strigiformes. Familie: Strigidae
| Naam                             | Wetenschappelijke naam | Status |
| -------------------------------- | ---------------------- | ------ |
| Oostelijke madagaskardwergooruil | Otus rutilus           |        |
| Westelijke madagaskardwergooruil | Otus madagascariensis  |        |
| Madagaskarvalkuil                | Ninox superciliaris    |        |
| Madagaskarransuil                | Asio madagascariensis  |        |
| Afrikaanse velduil               | Asio capensis          |        |

### Kerkuilen
Orde: Strigiformes. Familie: Tytonidae
| Naam              | Wetenschappelijke naam | Status |
| ----------------- | ---------------------- | ------ |
| Madagaskargrasuil | Tyto soumagnei         |        |
| Kerkuil           | Tyto alba              |        |

## Watervogels

### Eenden, ganzen en zwanen

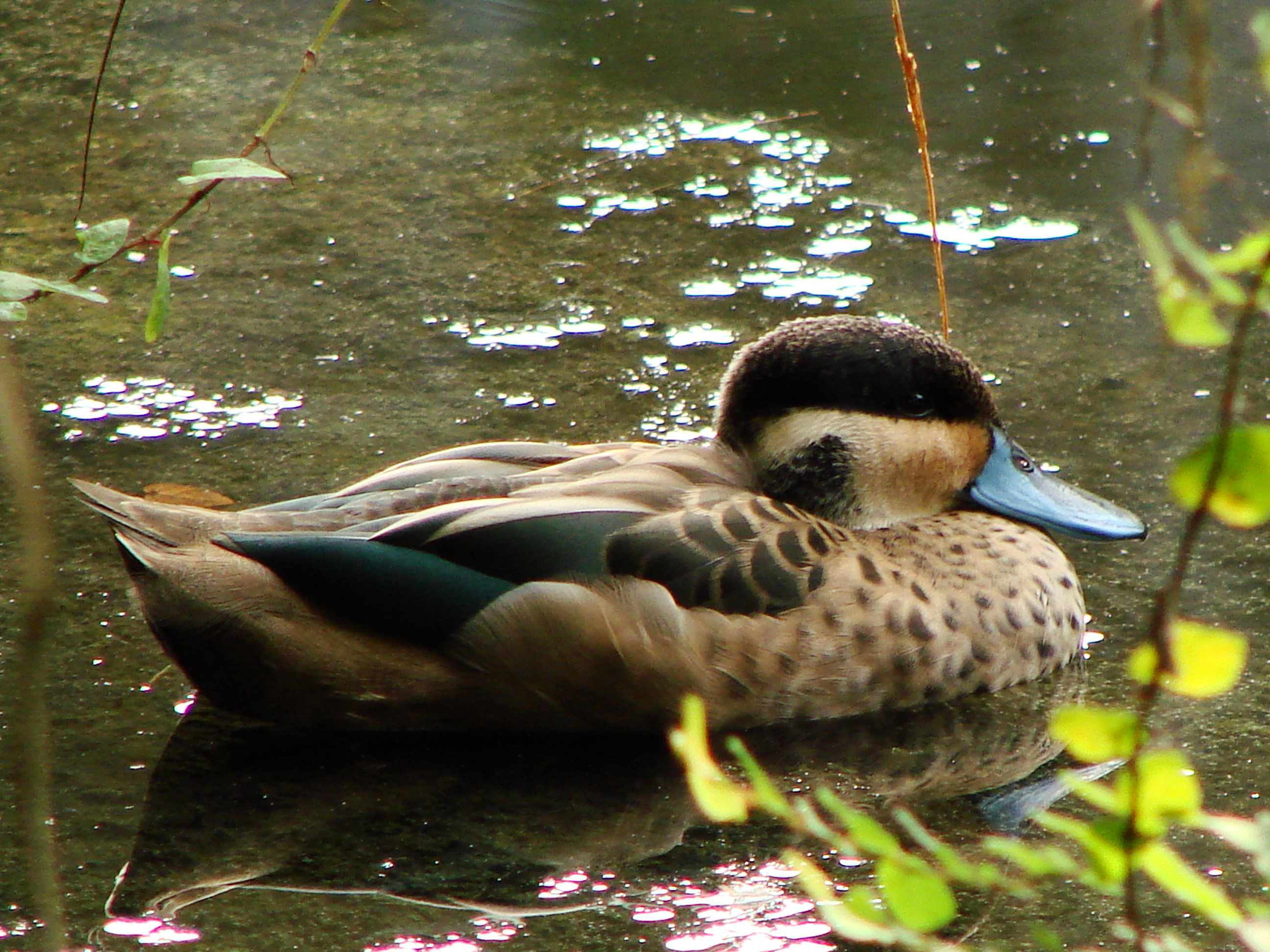
De gouden taling is Madagaskars kleinste taling.

Orde: Anseriformes. Familie: Anatidae.
| Naam                 | Wetenschappelijke naam  | Status                  |
| -------------------- | ----------------------- | ----------------------- |
| Witwangfluiteend     | Dendrocygna viduata     | algemene jaarvogel      |
| Rosse fluiteend      | Dendrocygna bicolor     | vrij zeldzame jaarvogel |
| Witrugeend           | Thalassornis leuconotus | zeldzame jaarvogel      |
| Knobbeleend          | Sarkidiornis melanotos  | lokale jaarvogel        |
| Afrikaanse dwergeend | Nettapus auritus        | algemene jaarvogel      |
| Mellers eend         | Anas melleri            | vrij zeldzame jaarvogel |
| Roodsnavelpijlstaart | Anas erythrorhyncha     | algemene jaarvogel      |
| Gouden taling        | Anas hottentota         | lokale jaarvogel        |
| Madagaskartaling     | Anas bernieri           | zeldzame jaarvogel      |
| Madagaskarwitoogeend | Aythya innotata         | recent herontdekt       |

### Futen

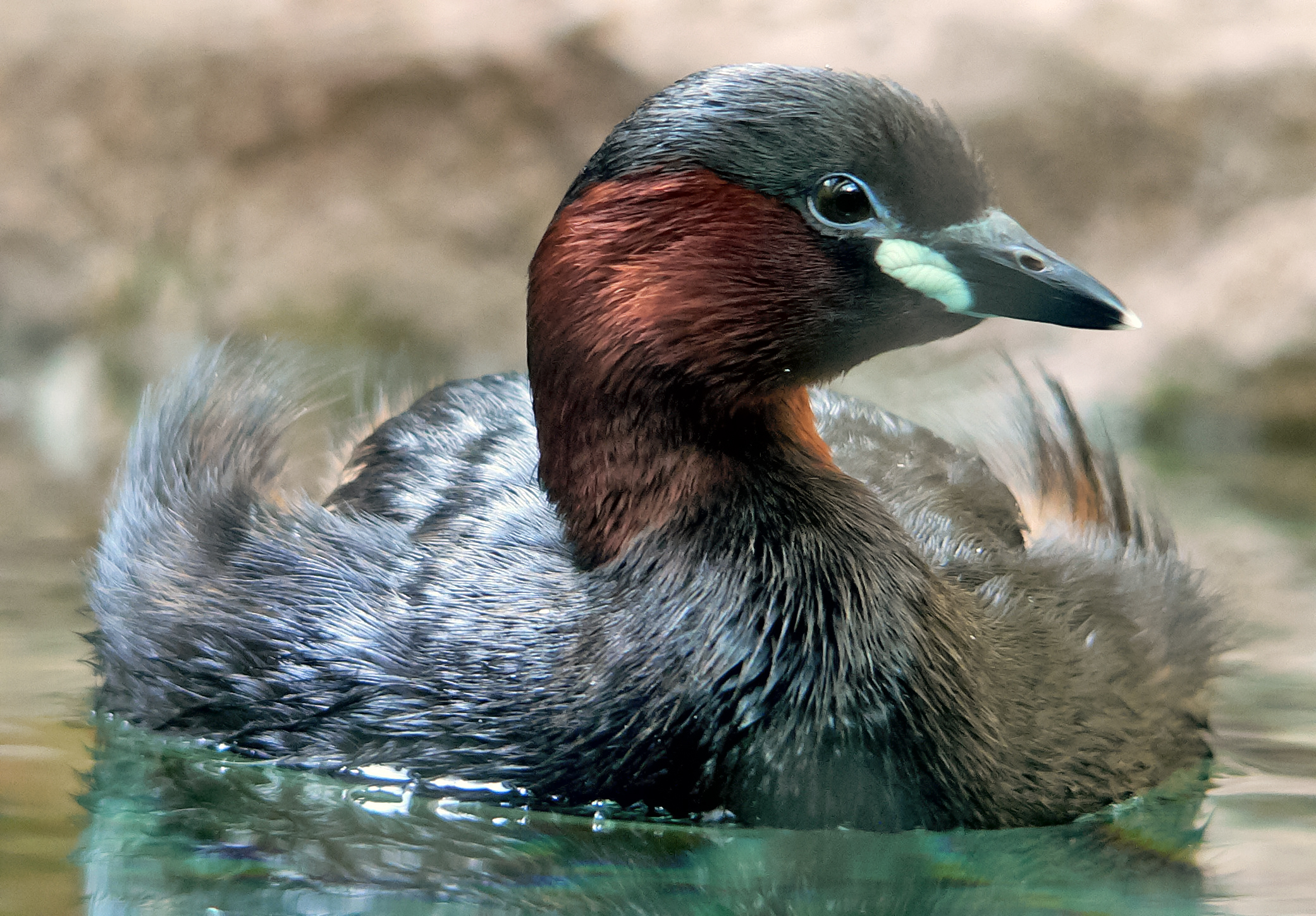
De dodaars komt voornamelijk voor in de westelijke natte streken en de noordelijke hooglanden.

Orde: Podicipediformes. Familie: Podicipedidae
| Naam              | Wetenschappelijke naam  | Status             |
| ----------------- | ----------------------- | ------------------ |
| Madagaskardodaars | Tachybaptus rufolavatus | [ 1 ]              |
| Dodaars           | Tachybaptus ruficollis  | lokale jaarvogel   |
| Pelzelns dodaars  | Tachybaptus pelzelnii   | zeldzame jaarvogel |

## Hoendervogels

### Parelhoenders
Orde: Galliformes. Familie: Numididae
| Naam          | Wetenschappelijke naam | Status             |
| ------------- | ---------------------- | ------------------ |
| Helmparelhoen | Numida meleagris       | algemene jaarvogel |

### Fazantachtigen
Orde: Galliformes. Familie: Phasianidae
| Naam              | Wetenschappelijke naam         | Status                  |
| ----------------- | ------------------------------ | ----------------------- |
| Madagaskarpatrijs | Margaroperdix madagascariensis | vrij zeldzame jaarvogel |
| Kwartel           | Coturnix coturnix              | vrij zeldzame jaarvogel |
| Harlekijnkwartel  | Coturnix delegorguei           | vrij zeldzame gastvogel |

## Flamingos
Orde: Phoenicopteriformes. Familie: Phoenicopteridae
| Naam            | Wetenschappelijke naam | Status                 |
| --------------- | ---------------------- | ---------------------- |
| Flamingo        | Phoenicopterus roseus  | Regelmatige broedvogel |
| Kleine flamingo | Phoeniconaias minor    | Onregelmatige migrant  |

## Pinguïns
Orde Sphenisciformes. Familie Spheniscidae
| Naam                    | Wetenschappelijke naam | Status             |
| ----------------------- | ---------------------- | ------------------ |
| Zuidelijke rotspinguïn  | Eudyptes chrysocome    | zeldzame dwaalgast |
| Noordelijke rotspinguïn | Eudyptes moseleyi      | zeldzame dwaalgast |

## Buissnaveligen

### Albatrossen

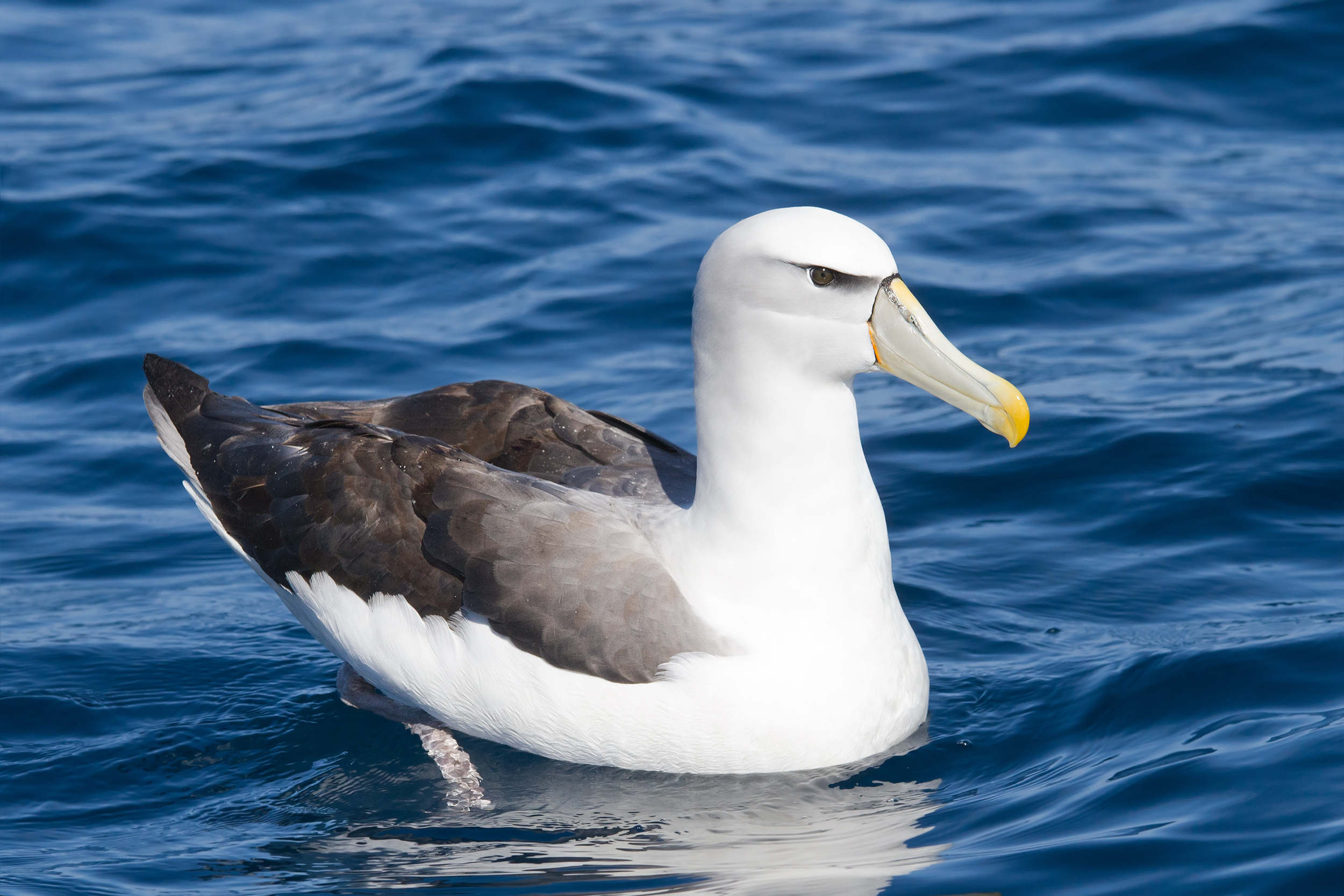
Witkapalbatros

Orde: Procellariiformes. Familie: Diomedeidae
| Naam              | Wetenschappelijke naam      | Status             |
| ----------------- | --------------------------- | ------------------ |
| Geelneusalbatros  | Thalassarche chlororhynchos | zeldzame dwaalgast |
| Witkapalbatros    | Thalassarche cauta          | zeldzame dwaalgast |
| Wenkbrauwalbatros | Thalassarche melanophrys    | zeldzame dwaalgast |

### Stormvogels en pijlstormvogels
Orde: Procellariiformes. Familie: Procellariidae
| Naam                              | Wetenschappelijke naam | Status                  |
| --------------------------------- | ---------------------- | ----------------------- |
| Zuidelijke reuzenstormvogel       | Macronectes giganteus  | regelmatige kustvogel   |
| Kaapse stormvogel                 | Daption capense        | Offshore migrant,       |
| Langvleugelstormvogel             | Pterodroma macroptera  | zeldzaam                |
| Donsstormvogel                    | Pterodroma mollis      | zeldzame dwaalgast      |
| Barau's stormvogel                | Pterodroma baraui      | zeldzame dwaalgast      |
| Antarctische prion                | Pachyptila desolata    | kustmigrant             |
| Dunbekprion                       | Pachyptila belcheri    | vrij zeldzame dwaalgast |
| Jouanins stormvogel               | Bulweria fallax        | zeldzame dwaalgast      |
| Scopoli's pijlstormvogel          | Calonectris diomedea   | zeldzame dwaalgast      |
| Australische grote pijlstormvogel | Puffinus carneipes     | zeldzame dwaalgast      |
| Wigstaartpijlstormvogel           | Puffinus pacificus     | onregelmatige kustvogel |

### Stormvogeltjes

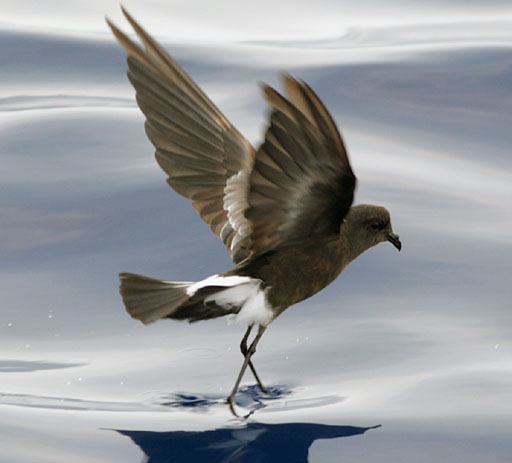
Wilsons stormvogeltje

Orde: Procellariiformes. Familie Hydrobatidae
| Naam                   | Wetenschappelijke naam | Status              |
| ---------------------- | ---------------------- | ------------------- |
| Wilsons stormvogeltje  | Oceanites oceanicus    | regelmatige migrant |
| Bont stormvogeltje     | Pelagodroma marina     | zeldzame dwaalgast  |
| Witbuikstormvogeltje   | Fregetta grallaria     | zeldzame dwaalgast  |
| Zwartbuikstormvogeltje | Fregetta tropica       | regelmatig          |

## Roeipotigen

### Keerkringvogels
Orde: Pelecaniformes. Familie: Phaethontidae
| Naam                     | Wetenschappelijke naam | Status                  |
| ------------------------ | ---------------------- | ----------------------- |
| Witstaartkeerkringvogel  | Phaethon lepturus      | broedvogel              |
| Roodsnavelkeerkringvogel | Phaethon aethereus     | zeer zeldzame dwaalgast |
| Roodstaartkeerkringvogel | Phaethon rubricauda    | broedvogel              |

### Genten

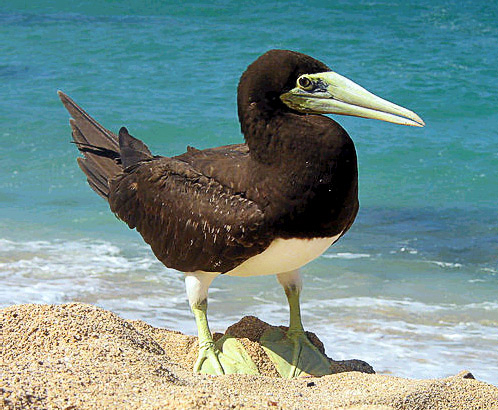
De bruine gent broedt aan de Malagassische kust

Orde: Pelecaniformes. Familie: Sulidae
| Naam         | Wetenschappelijke naam | Status             |
| ------------ | ---------------------- | ------------------ |
| Maskergent   | Sula dactylatra        | zeldzame dwaalgast |
| Bruine gent  | Sula leucogaster       | broedvogel         |
| Roodpootgent | Sula sula              | incidentele gast   |

### Pelikanen
Orde: Pelecaniformes. Familie: Pelecanidae
| Naam            | Wetenschappelijke naam | Status    |
| --------------- | ---------------------- | --------- |
| Kleine pelikaan | Pelecanus rufescens    | dwaalgast |

### Aalscholvers
Orde: Pelecaniformes. Family\ie: Phalacrocoracidae
| Naam                        | Wetenschappelijke naam | Status     |
| --------------------------- | ---------------------- | ---------- |
| Afrikaanse dwergaalscholver | Microcarbo africanus   | standvogel |

### Slangenhalsvogels
Orde: Pelecaniformes. Familie: Anhingidae
| Naam                        | Wetenschappelijke naam | Status     |
| --------------------------- | ---------------------- | ---------- |
| Afrikaanse slangenhalsvogel | Anhinga rufa           | standvogel |

### Fregatvogels
Orde: Pelecaniformes. Familie: Fregatidae
| Naam               | Wetenschappelijke naam | Status                 |
| ------------------ | ---------------------- | ---------------------- |
| Grote fregatvogel  | Fregata minor          | onregelmatige bezoeker |
| Kleine fregatvogel | Fregata ariel          | onregelmatige bezoeker |

## Ooievaarachtigen

### Reigers

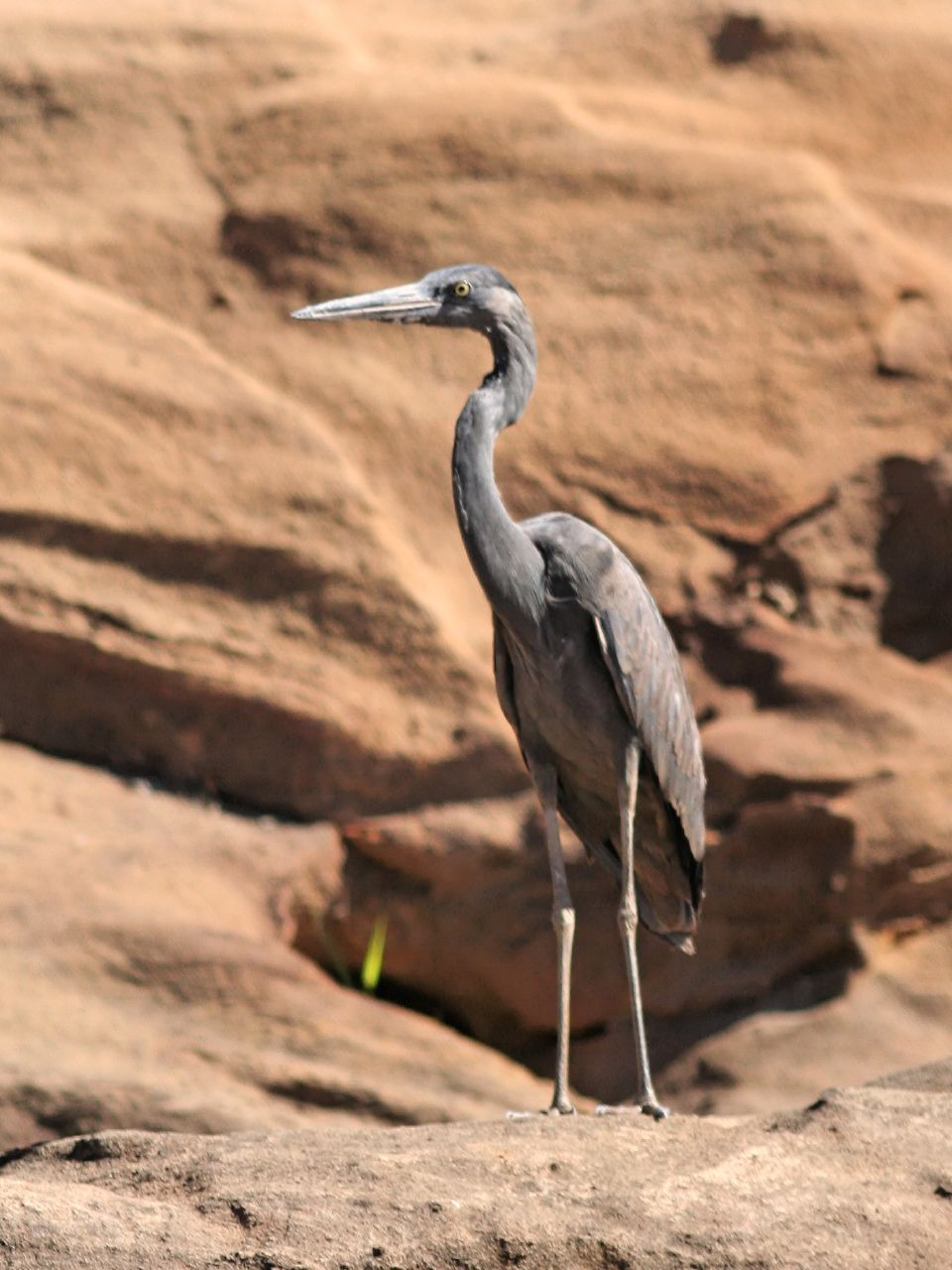
Madagaskarreiger

Orde: Ciconiiformes. Familie: Ardeidae
| Naam                   | Wetenschappelijke naam | Status                 |
| ---------------------- | ---------------------- | ---------------------- |
| Woudaap                | Ixobrychus minutus     | schaarse broedvogel    |
| Kwak                   | Nycticorax nycticorax  | soms standvogel        |
| Ralreiger              | Ardeola ralloides      | standvogel             |
| Madagaskarralreiger    | Ardeola idae           | incidentele broedvogel |
| Koereiger              | Bubulcus ibis          | standvogel             |
| Mangrovereiger         | Butorides striata      | standvogel             |
| Zwarte reiger          | Egretta ardesiaca      | standvogel             |
| Madagaskarzilverreiger | Egretta dimorpha       | standvogel             |
| Grote zilverreiger     | Ardea alba             | standvogel             |
| Purperreiger           | Ardea purpurea         | standvogel             |
| Blauwe reiger          | Ardea cinerea          | standvogel             |
| Zwartkopreiger         | Ardea melanocephala    | zeldzame dwaalgast     |
| Madagaskarreiger       | Ardea humbloti         | standvogel             |
| Reuzenreiger           | Ardea goliath          | zeldzame dwaalgast     |

### Ibissen en lepelaars

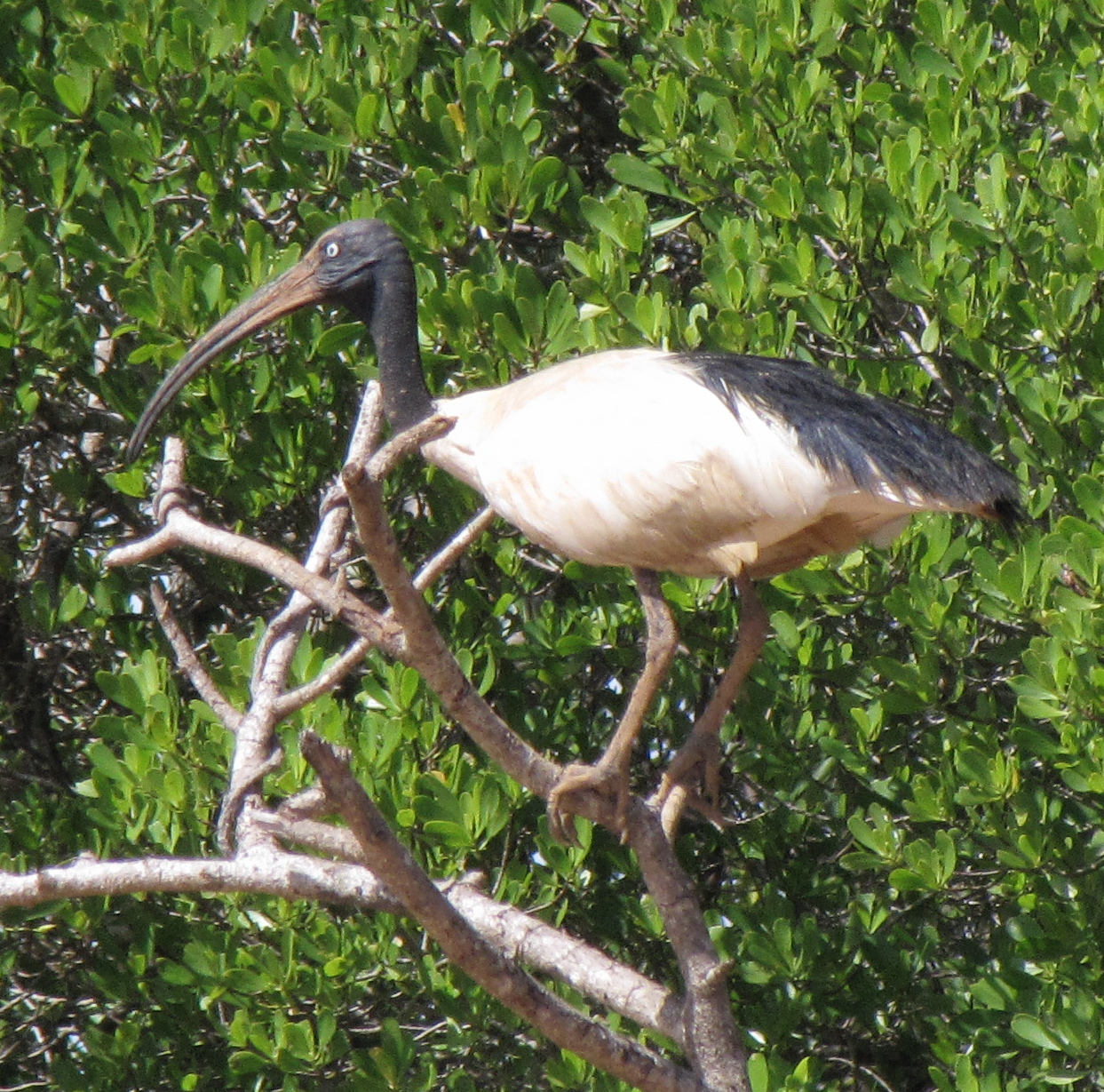
Madagaskaribis

Orde: Ciconiiformes. Familie: Threskiornithidae
| Naam                | Wetenschappelijke naam | Status                   |
| ------------------- | ---------------------- | ------------------------ |
| Madagaskaribis      | Threskiornis bernieri  | zeldzame standvogel      |
| Zwarte ibis         | Plegadis falcinellus   | standvogel               |
| Kuifibis            | Lophotibis cristata    | zeldzame standvogel      |
| Afrikaanse lepelaar | Platalea alba          | vrij zeldzame standvogel |

### Hamerkop
Orde: Ciconiiformes. Familie: Scopidae
| Naam     | Wetenschappelijke naam | Status     |
| -------- | ---------------------- | ---------- |
| Hamerkop | Scopus umbretta        | standvogel |

### Ooievaars
Orde: Ciconiiformes. Familie: Ciconiidae
| Naam                 | Wetenschappelijke naam | Status            |
| -------------------- | ---------------------- | ----------------- |
| Afrikaanse nimmerzat | Mycteria ibis          | lokale standvogel |
| Afrikaanse gaper     | Anastomus lamelligerus | standvogel        |

## Kraanvogelachtigen

### Steltrallen

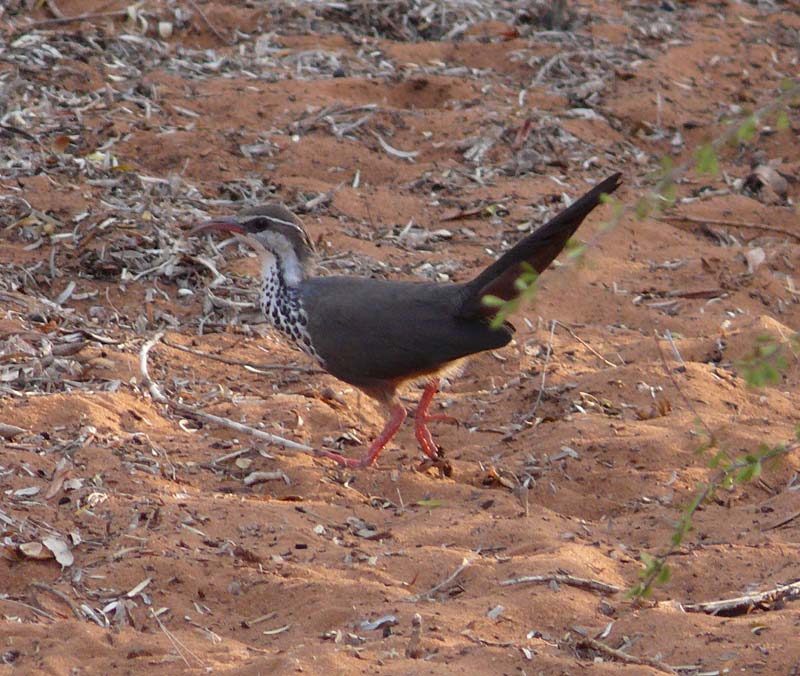
De Bensch' monias komt enkel voor in het doornstruweel in het uiterste zuiden van Madagaskar

Orde: Gruiformes. Familie: Mesitornithidae
| Naam             | Wetenschappelijke naam | Status                   |
| ---------------- | ---------------------- | ------------------------ |
| Witborststeltral | Mesitornis variegata   | lokale standvogel        |
| Bruine steltral  | Mesitornis unicolor    | vrij zeldzame standvogel |
| Bensch' monias   | Monias benschi         | vrij zeldzame standvogel |

### Rallen, koeten en waterhoentjes
Orde: Gruiformes. Familie: Rallidae
| Naam                   | Wetenschappelijke naam  | Status |
| ---------------------- | ----------------------- | ------ |
| Hovaral                | Sarothrura insularis    |        |
| Bartletts ral          | Sarothrura watersi      |        |
| Madagaskargrijskeelral | Canirallus kioloides    |        |
| Tsingygrijskeelral     | Mentocrex beankaensis   |        |
| Madagaskarwaterral     | Rallus madagascariensis |        |
| Witkeelral             | Dryolimnas cuvieri      |        |
| Oliviers waterhoen     | Amaurornis olivieri     |        |
| Kleinst waterhoen      | Porzana pusilla         |        |
| Purperkoet             | Porphyrio porphyrio     |        |
| Afrikaans purperhoen   | Porphyrio alleni        |        |
| Waterhoen              | Gallinula chloropus     |        |
| Knobbelmeerkoet        | Fulica cristata         |        |

## Steltloperachtigen

### Kieviten en plevieren

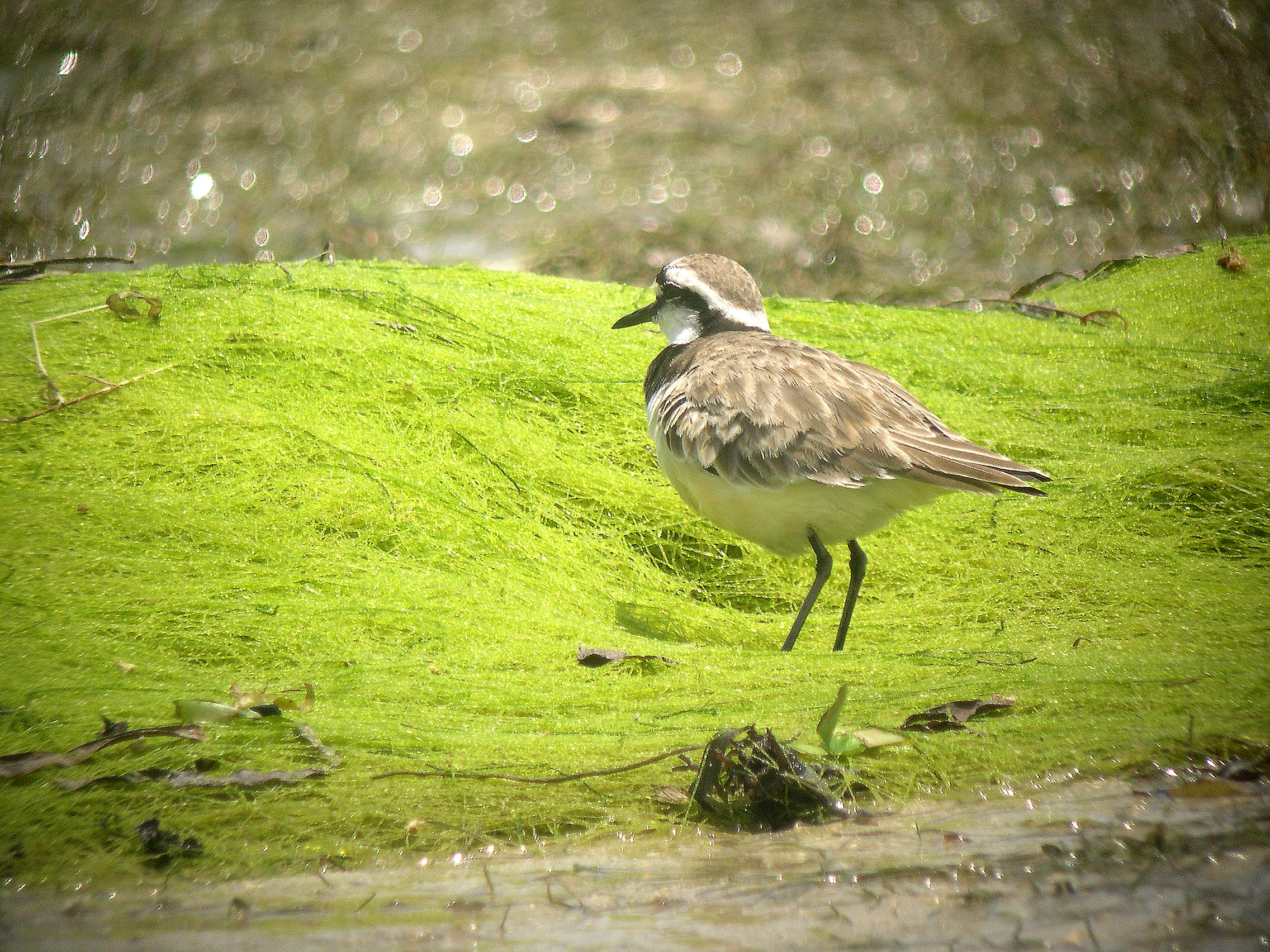
Madagaskarplevier

Orde: Charadriiformes. Familie: Charadriidae
| Naam                   | Wetenschappelijke naam   | Status |
| ---------------------- | ------------------------ | ------ |
| Bontbekplevier         | Charadrius hiaticula     |        |
| Herdersplevier         | Charadrius pecuarius     |        |
| Madagaskarplevier      | Charadrius thoracicus    |        |
| Driebandplevier        | Charadrius tricollaris   |        |
| Vale strandplevier     | Charadrius marginatus    |        |
| Mongoolse plevier      | Charadrius mongolus      |        |
| Woestijnplevier        | Charadrius leschenaultii |        |
| Aziatische goudplevier | Pluvialis fulva          |        |
| Zilverplevier          | Pluvialis squatarola     |        |

### Krabplevieren
Orde: Charadriiformes. Familie: Dromadidae
| Naam        | Wetenschappelijke naam | Status           |
| ----------- | ---------------------- | ---------------- |
| Krabplevier | Dromas ardeola         | regelmatige gast |

### Kluten
Orde: Charadriiformes. Familie: Recurvirostridae
| Naam       | Wetenschappelijke naam | Status                  |
| ---------- | ---------------------- | ----------------------- |
| Steltkluut | Himantopus himantopus  | vrij algemene jaarvogel |
| Kluut      | Recurvirostra avosetta | zeldzame dwaalgast      |

### Jacana's
Orde: Charadriiformes. Familie: Jacanidae
| Naam             | Wetenschappelijke naam  | Status |
| ---------------- | ----------------------- | ------ |
| Madagaskarjacana | Actophilornis albinucha |        |

### Strandlopers en snippen
Orde: Charadriiformes. Familie: Scolopacidae
| Naam                   | Wetenschappelijke naam  | Status             |
| ---------------------- | ----------------------- | ------------------ |
| Madagaskarsnip         | Gallinago macrodactyla  |                    |
| Grutto                 | Limosa limosa           |                    |
| Rosse grutto           | Limosa lapponica        |                    |
| Regenwulp              | Numenius phaeopus       |                    |
| Wulp                   | Numenius arquata        |                    |
| Poelruiter             | Tringa stagnatilis      |                    |
| Groenpootruiter        | Tringa nebularia        |                    |
| Witgat                 | Tringa ochropus         |                    |
| Bosruiter              | Tringa glareola         |                    |
| Terekruiter            | Xenus cinereus          |                    |
| Oeverloper             | Actitis hypoleucos      |                    |
| Steenloper             | Arenaria interpres      |                    |
| Siberische strandloper | Calidris acuminata      |                    |
| Drieteenstrandloper    | Calidris alba           |                    |
| Kleine strandloper     | Calidris minuta         |                    |
| Krombekstrandloper     | Calidris ferruginea     |                    |
| Kemphaan               | Philomachus pugnax      |                    |
| Blonde ruiter          | Tryngites subruficollis | zeldzame dwaalgast |

### Franjepoten
Orde: Charadriiformes. Familie: Phalaropodidae
| Naam              | Wetenschappelijke naam | Status             |
| ----------------- | ---------------------- | ------------------ |
| Grauwe franjepoot | Phalaropus lobatus     | zeldzame dwaalgast |

### Vechtkwartels

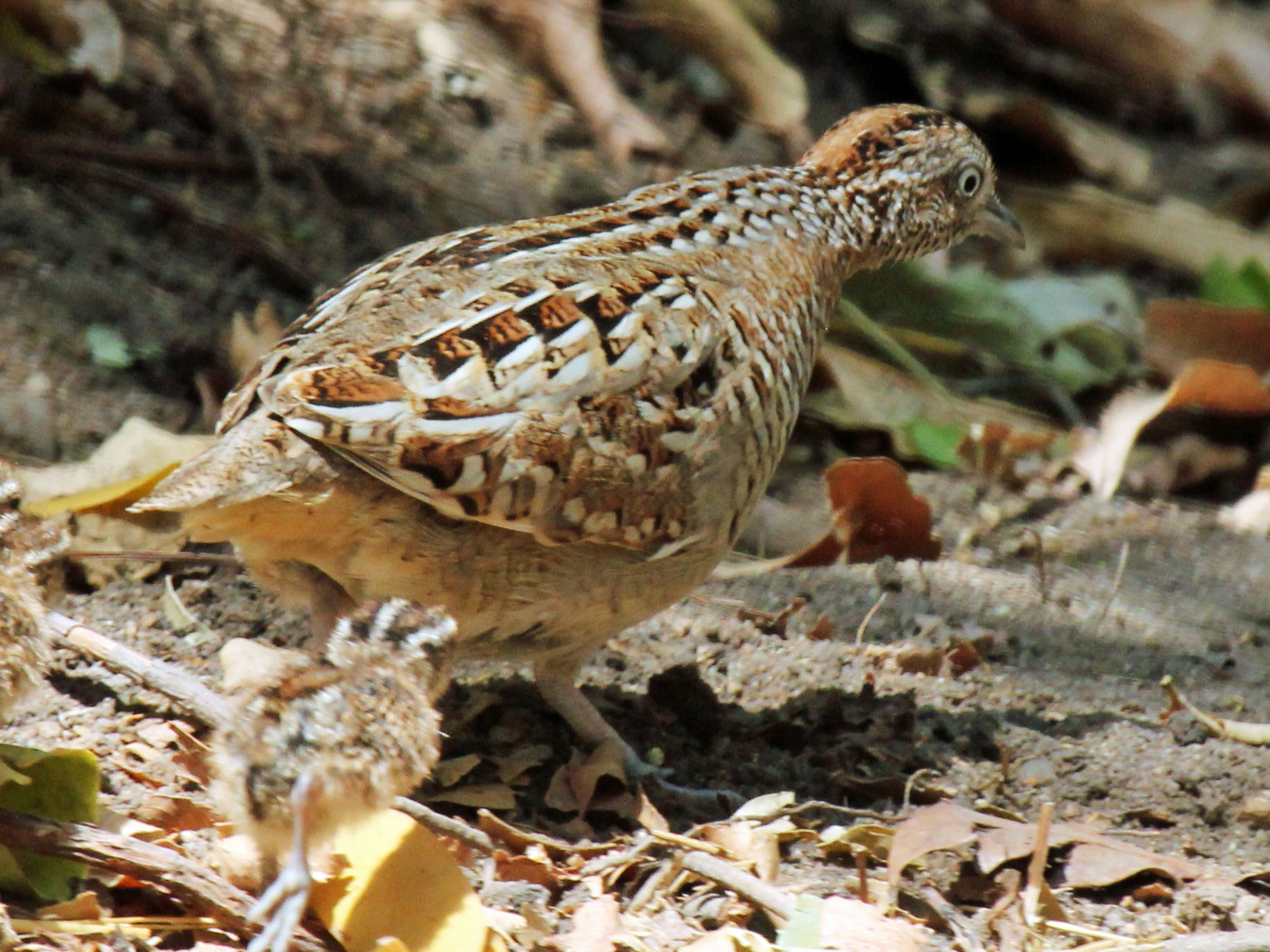
Madagaskarvechtkwartel

Orde: Charadriiformes. Familie: Turnicidae
| Naam                   | Wetenschappelijke naam | Status     |
| ---------------------- | ---------------------- | ---------- |
| Madagaskarvechtkwartel | Turnix nigricollis     | standvogel |

### Renvogels en vorkstaartplevieren
Orde: Charadriiformes. Familie: Glareolidae
| Naam                        | Wetenschappelijke naam | Status |
| --------------------------- | ---------------------- | ------ |
| Madagaskarvorkstaartplevier | Glareola ocularis      |        |

### Goudsnippen
Orde: Charadriiformes. Familie: Rostratulidae
| Naam     | Wetenschappelijke naam  | Status |
| -------- | ----------------------- | ------ |
| Goudsnip | Rostratula benghalensis |        |

### Meeuwen
Orde: Charadriiformes. Familie: Laridae
| Naam          | Wetenschappelijke naam | Status |
| ------------- | ---------------------- | ------ |
| Kelpmeeuw     | Larus dominicanus      |        |
| Grijskopmeeuw | Larus cirrocephalus    |        |

### Sterns

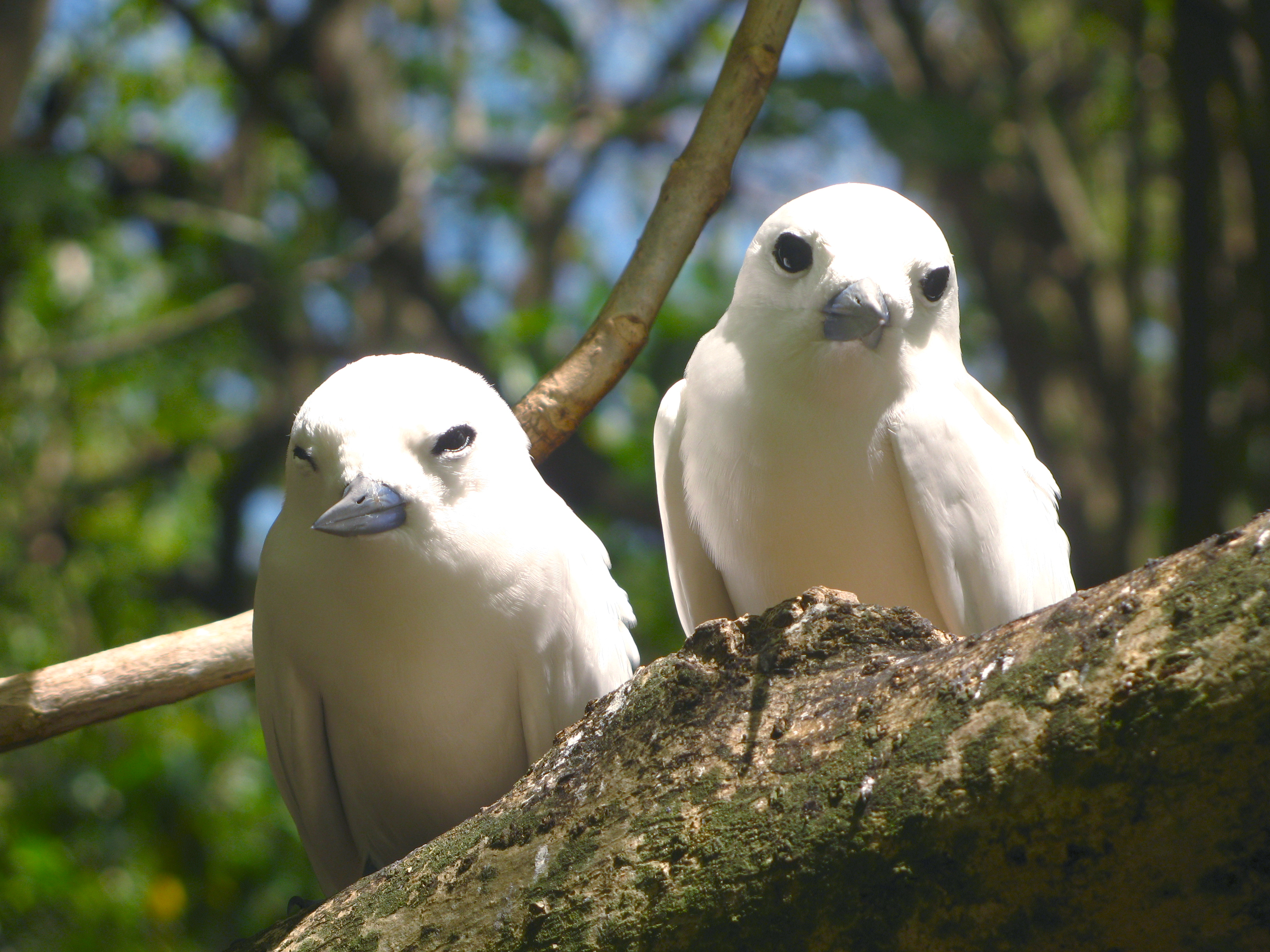
Opaalstern

Orde: Charadriiformes. Familie: Sternidae
| Naam                 | Wetenschappelijke naam | Status |
| -------------------- | ---------------------- | ------ |
| Lachstern            | Sterna nilotica        |        |
| Reuzenstern          | Sterna caspia          |        |
| Grote kuifstern      | Sterna bergii          |        |
| Bengaalse stern      | Sterna bengalensis     |        |
| Grote stern          | Sterna sandvicensis    |        |
| Zwartnekstern        | Sterna sumatrana       |        |
| Dougalls stern       | Sterna dougallii       |        |
| Visdief              | Sterna hirundo         |        |
| Brilstern            | Sterna anaethetus      |        |
| Bonte stern          | Sterna fuscata         |        |
| Saunders' dwergstern | Sternula saundersi     |        |
| Damarastern          | Sternula balaenarum    |        |
| Witwangstern         | Chlidonias hybridus    |        |
| Zwarte stern         | Chlidonias niger       |        |
| Witvleugelstern      | Chlidonias leucopterus |        |
| Noddy                | Anous stolidus         |        |
| Kleine noddy         | Anous tenuirostris     |        |
| Opaalstern           | Gygis alba             |        |

### Jagers
Orde: Charadriiformes. Familie: Stercorariidae
| Naam                        | Wetenschappelijke naam   | Status |
| --------------------------- | ------------------------ | ------ |
| Subantarctische grote jager | Stercorarius antarcticus |        |
| Middelste jager             | Stercorarius pomarinus   |        |
| Kleine jager                | Stercorarius parasiticus |        |
| Kleinste jager              | Stercorarius longicaudus |        |

## Zandhoenders
Orde: Pterocliformes. Familie: Pteroclidae
| Naam               | Wetenschappelijke naam | Status |
| ------------------ | ---------------------- | ------ |
| Madagaskarzandhoen | Pterocles personatus   | LC     |

## Duifachtingen

### Duiven

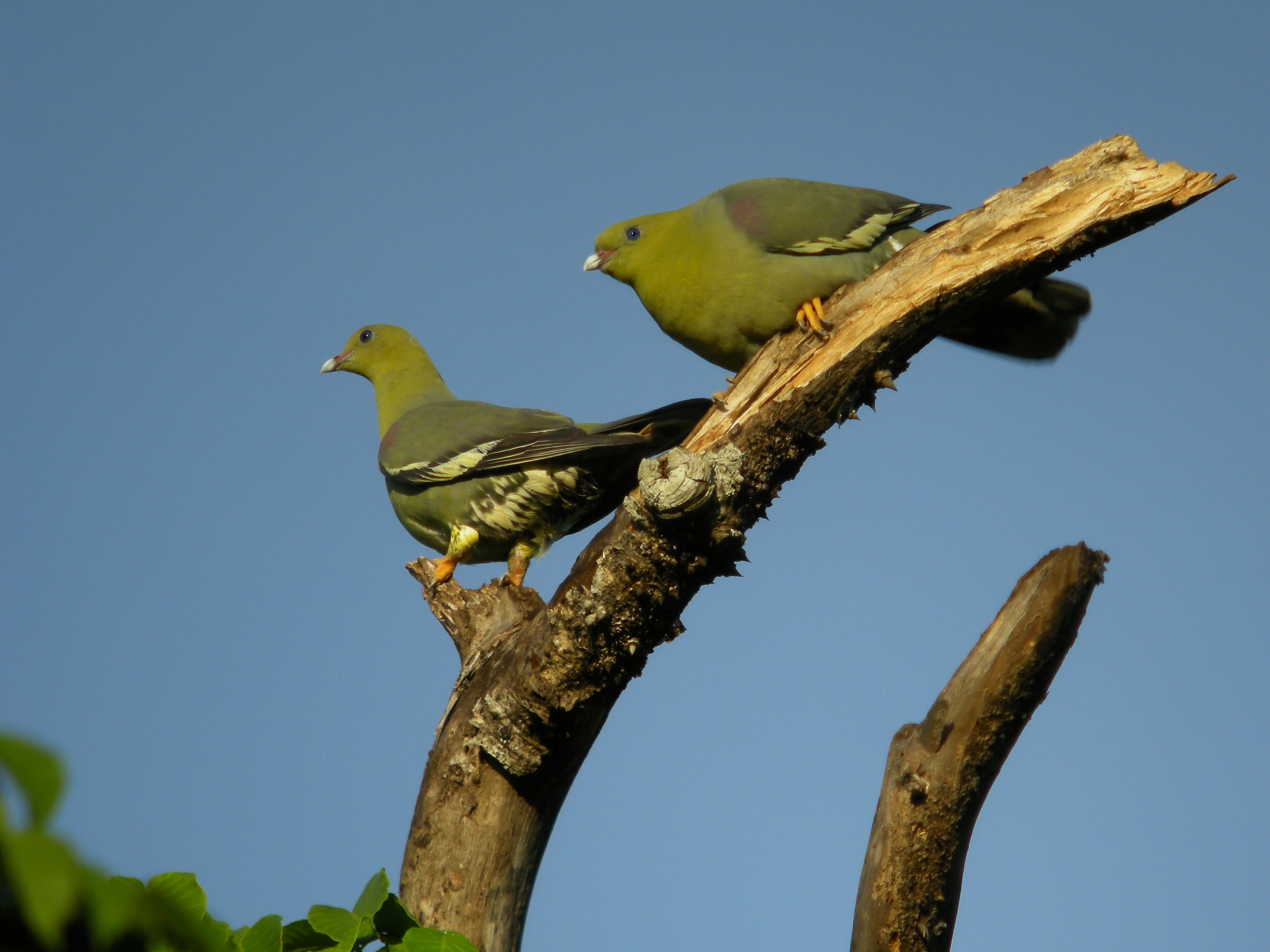
Madagaskarpapegaaiduif

Orde: Columbiformes. Familie: Columbidae
| Naam                   | Wetenschappelijke naam       | Status |
| ---------------------- | ---------------------------- | ------ |
| Rotsduif               | Columba livia                |        |
| Madagaskartortel       | Nesoenas picturata           |        |
| Maskerduif             | Oena capensis                |        |
| Madagaskarpapegaaiduif | Treron australis             |        |
| Madagaskar-blauwe duif | Alectroenas madagascariensis |        |

## Papegaaiachtigen

### Papegaaien

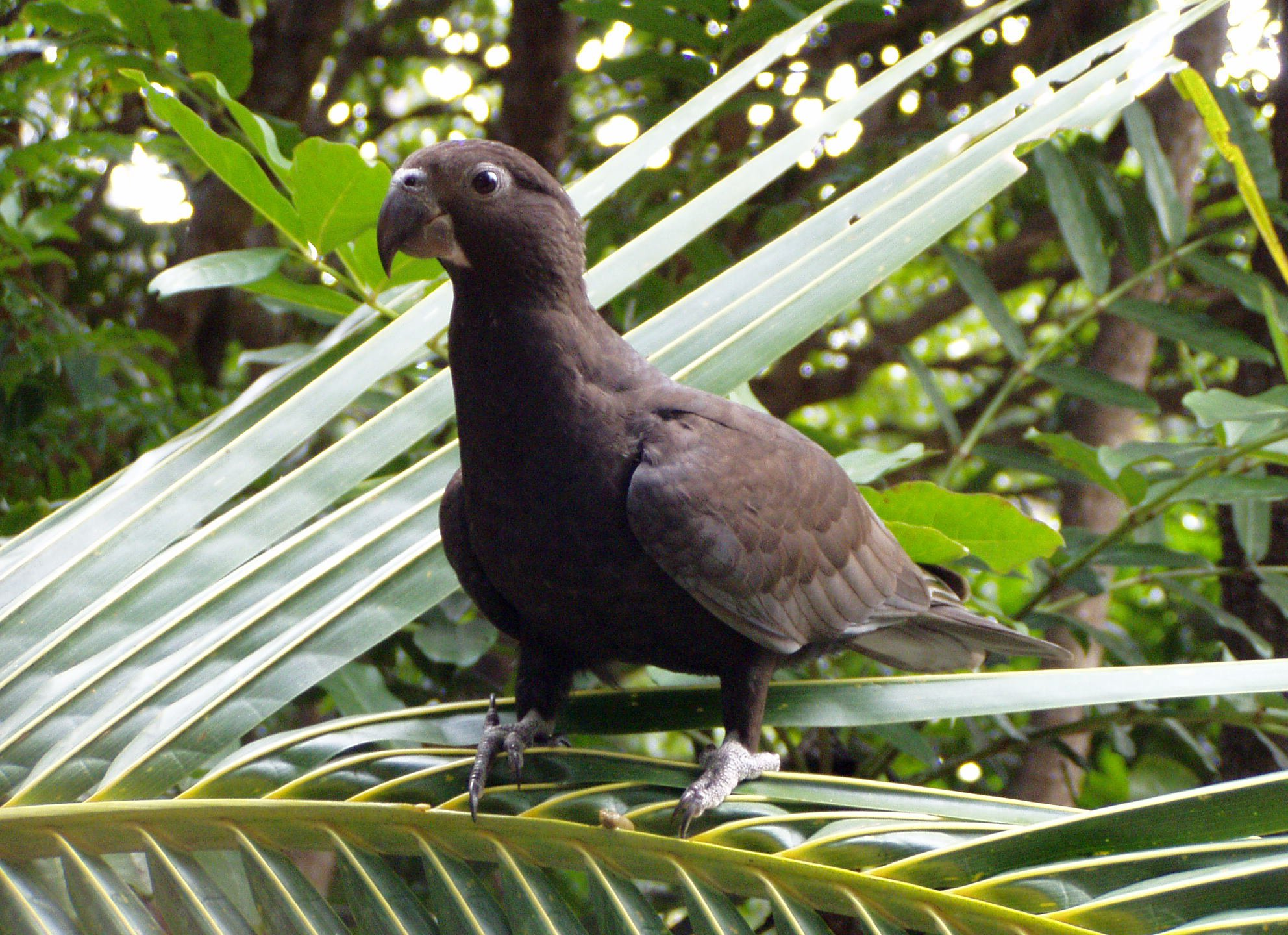
Grote vasa-papegaai

Orde: Psittaciformes. Familie: Psittacidae
| Naam                 | Wetenschappelijke naam | Status |
| -------------------- | ---------------------- | ------ |
| Grote vasa-papegaai  | Coracopsis vasa        |        |
| Kleine vasa-papegaai | Coracopsis nigra       |        |
| Grijskopagapornis    | Agapornis canus        |        |

## Koekoeksvogels

### Koekoeken

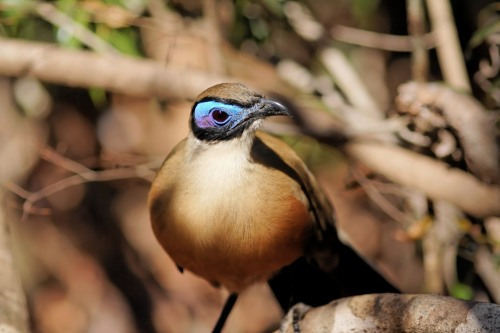
Grote coua

Orde: Cuculiformes. Familie: Cuculidae
| Naam               | Wetenschappelijke naam | Status |
| ------------------ | ---------------------- | ------ |
| Diksnavelkoekoek   | Pachycoccyx audeberti  |        |
| Madagaskarkoekoek  | Cuculus rochii         |        |
| Grote coua         | Coua gigas             |        |
| Coquerels coua     | Coua coquereli         |        |
| Rencoua            | Coua cursor            |        |
| Vruchtencoua       | Coua serriana          |        |
| Reynauds coua      | Coua reynaudii         |        |
| Roestkopcoua       | Coua ruficeps          |        |
| Kuifcoua           | Coua cristata          |        |
| Grijze coua        | Coua verreauxi         |        |
| Blauwe coua        | Coua caerulea          |        |
| Toeloespoorkoekoek | Centropus toulou       |        |

## Nachtzwaluwachtigen

### Nachtzwaluwen

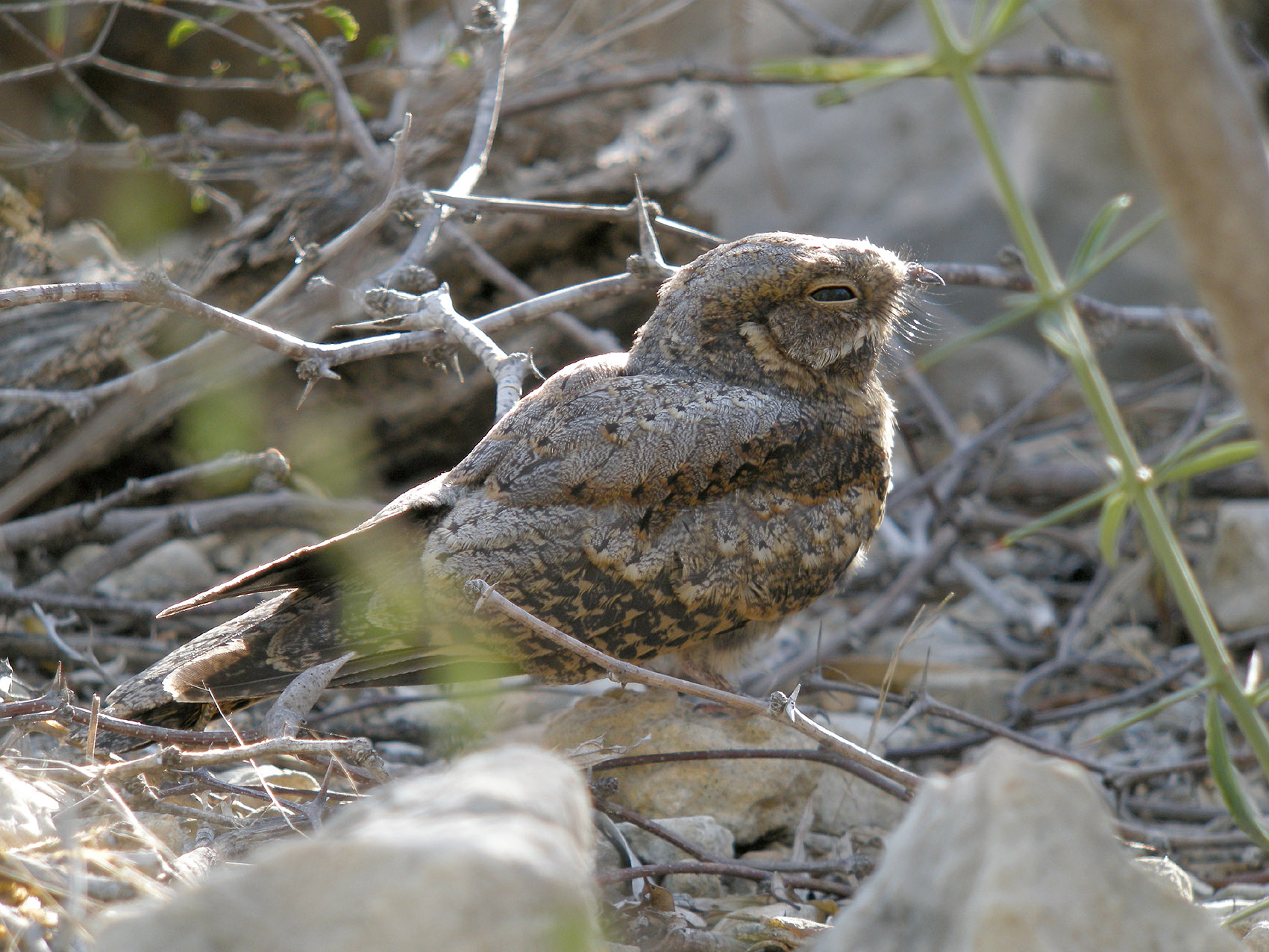
Madagaskarnachtzwaluw

Orde: Caprimulgiformes. Familie: Caprimulgidae
| Naam                  | Wetenschappelijke naam       | Status |
| --------------------- | ---------------------------- | ------ |
| Gekraagde nachtzwaluw | Caprimulgus enarratus        |        |
| Madagaskarnachtzwaluw | Caprimulgus madagascariensis |        |

## Gierzwaluwachtigen

### Gierzwaluwen
Orde: Apodiformes. Familie: Apodidae
| Naam                      | Wetenschappelijke naam | Status          |
| ------------------------- | ---------------------- | --------------- |
| Grandidiers gierzwaluw    | Zoonavena grandidieri  | wijdverbreid    |
| Afrikaanse palmgierzwaluw | Cypsiurus parvus       | wijdverbreid    |
| Alpengierzwaluw           | Tachymarptis melba     | wijdverbreid    |
| Huisgierzwaluw            | Apus affinis           | recente migrant |
| Balstons gierzwaluw       | Apus balstoni          | wijdverbreid    |

## Scharrelaarvogels

### IJsvogels

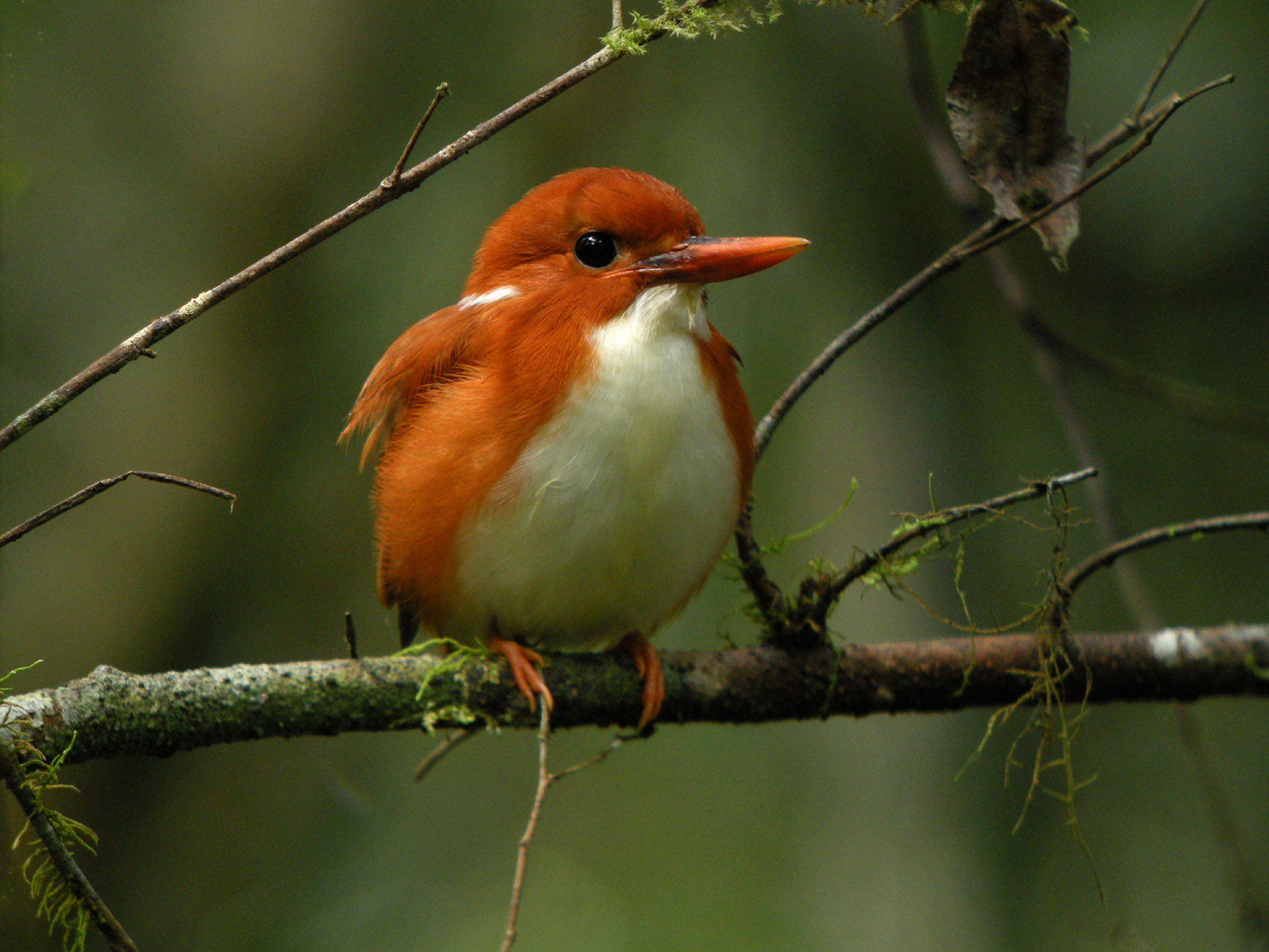
Madagaskardwergijsvogel

Orde: Coraciiformes. Familie: Alcedinidae
| Naam                    | Wetenschappelijke naam       | Status     |
| ----------------------- | ---------------------------- | ---------- |
| Zwartsnavelijsvogel     | Corythornis vintsioides      | standvogel |
| Madagaskardwergijsvogel | Corythornis madagascariensis | standvogel |

### Bijeneters

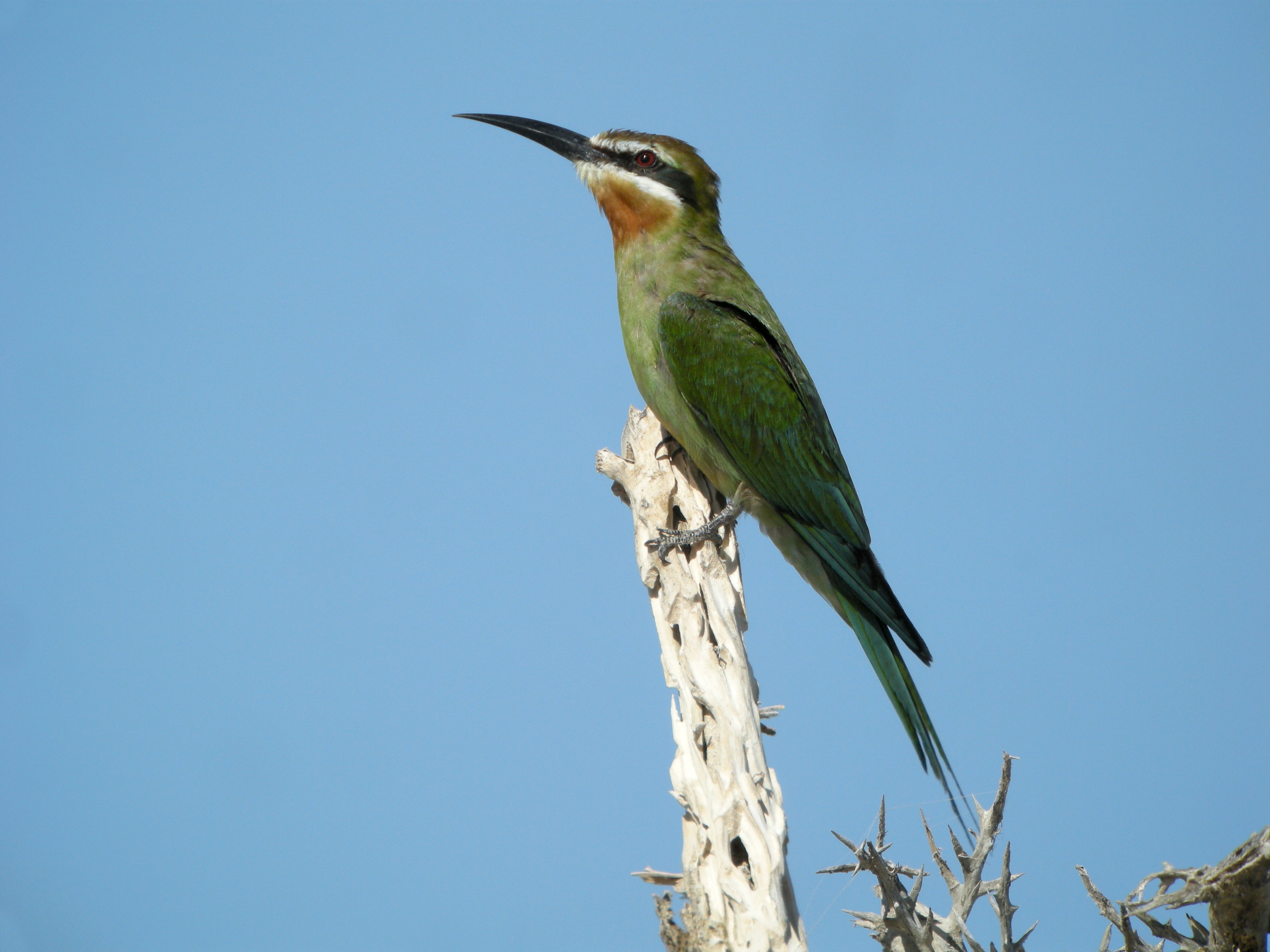
Madagaskarbijeneter

Orde: Coraciiformes. Familie: Meropidae
| Naam                | Wetenschappelijke naam | Status                  |
| ------------------- | ---------------------- | ----------------------- |
| Madagaskarbijeneter | Merops superciliosus   |                         |
| Bijeneter           | Merops apiaster        | zeer zeldzame dwaalgast |

### Scharrelaars
Orde: Coraciiformes. Familie: Coraciidae
| Naam                | Wetenschappelijke naam | Status |
| ------------------- | ---------------------- | ------ |
| Breedbekscharrelaar | Eurystomus glaucurus   |        |

### Grondscharrelaars

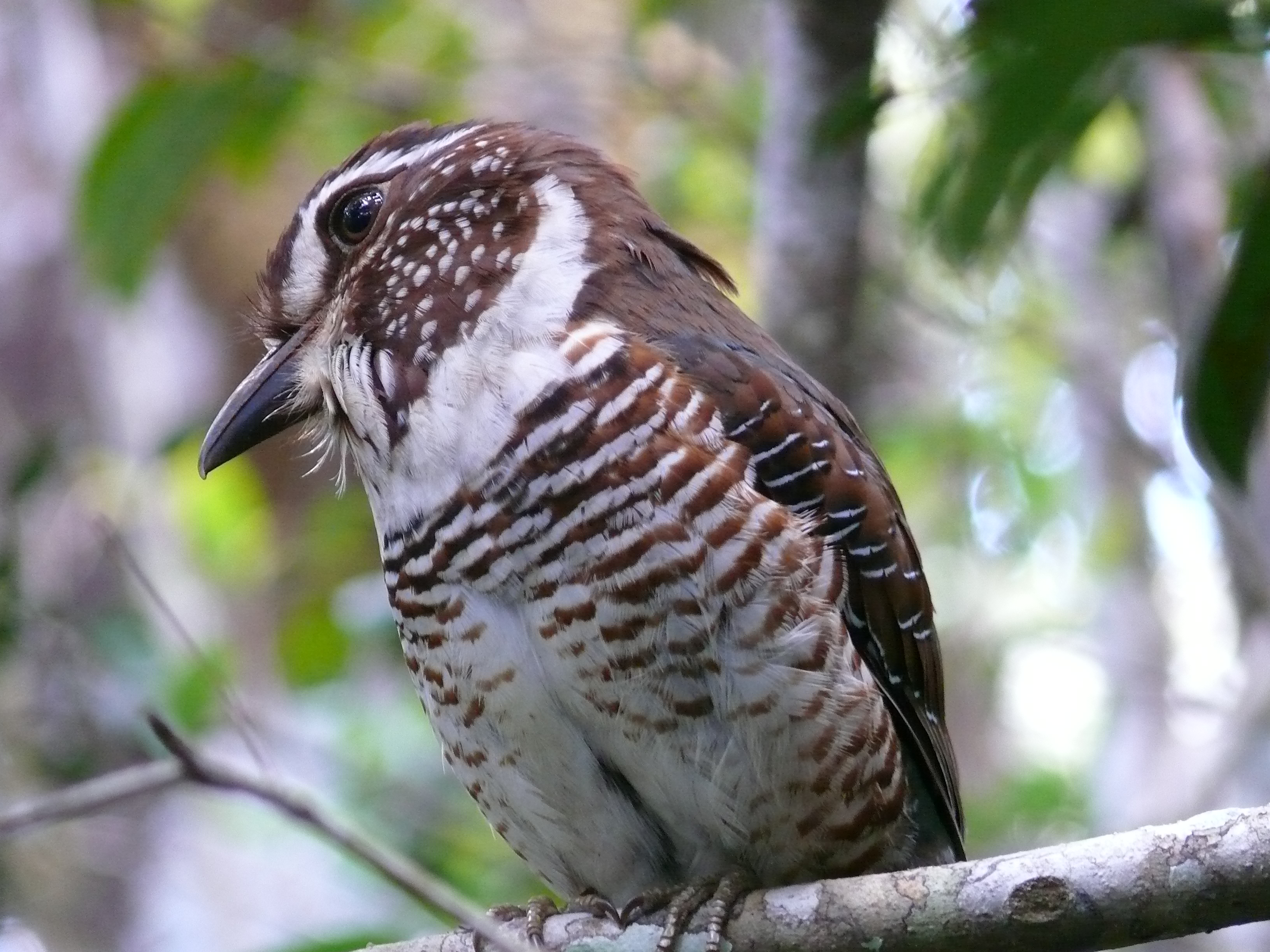
Gebandeerde grondscharrelaar

Orde: Coraciiformes. Familie: Brachypteraciidae
| Naam                         | Wetenschappelijke naam     | Status     |
| ---------------------------- | -------------------------- | ---------- |
| Gebandeerde grondscharrelaar | Brachypteracias leptosomus | standvogel |
| Geschubde grondscharrelaar   | Geobiastes squamiger       | standvogel |
| Blauwkopgrondscharrelaar     | Atelornis pittoides        | standvogel |
| Crossleys grondscharrelaar   | Atelornis crossleyi        | standvogel |
| Langstaartgrondscharrelaar   | Uratelornis chimaera       | standvogel |

### Koerollen

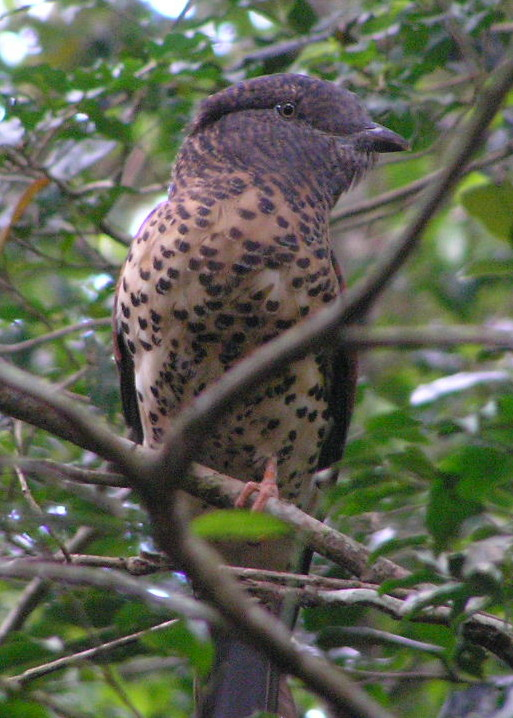
Koerol

Orde: Coraciiformes. Familie: Leptosomidae
| Naam   | Wetenschappelijke naam | Status |
| ------ | ---------------------- | ------ |
| Koerol | Leptosomus discolor    |        |

### Hoppen
Orde: Coraciiformes. Familie: Upupidae
| Naam          | Wetenschappelijke naam | Status |
| ------------- | ---------------------- | ------ |
| Madagaskarhop | Upupa marginata        |        |

## Verklaring
| Code | Code | Engels                 | Nederlands                  |
| ---- | ---- | ---------------------- | --------------------------- |
| EX   | EX   | Extinct                | Uitgestorven                |
| EW   | EW   | Extinct in the Wild    | Uitgestorven in het wild    |
| CR   | CR   | Critically Endangered  | Ernstig bedreigd (kritiek)  |
| EN   | EN   | Endangered             | Bedreigd                    |
| VU   | VU   | Vulnerable             | Kwetsbaar                   |
| NT   | NT   | Near Threatened        | Gevoelig                    |
| cd   | CD   | Conservation Dependent | Van bescherming afhankelijk |
| LC   | LC   | Least Concern          | Niet bedreigd (veilig)      |
| DD   | DD   | Data Deficient         | Onzeker                     |
| NE   | NE   | Not Evaluated          | Niet geëvalueerd            |